# Володимир (місто)
Володи́мир (у 1944—2021 роках — Володимир-Волинський) — місто в Україні, центр Володимирської міської громади та Володимирського району Волинської області. Станом на 1 січня 2023 року в місті проживає 38 тис. осіб. Автотраса Н22 сполучає місто з обласним центром — Луцьком і залізниця сполучає з залізничним центром області — Ковелем.

## Назва
Давня назва міста — Володимѣрь; є присвійною формою від імені «Володимир» (д.-рус. Володимѣръ), утворену давнім суфіксом *jь (тобто «Володимирів», «го́род Володимира»), ця йотація викликала пом'якшення попереднього звука [r]; згодом відбулося ствердіння, і назва міста збіглася з особовим ім'ям. Згодом з'явилися латинські назви міста сер. лат. Lodomeria і сер. лат. Ladimeria, перша є мовним скороченням від Володимєръ, а друга — скороченням від церковнослов'янської (староболгарської) форми Владимиръ. До XVIII ст. в діловій мові переважала форма стар. Володимер
, рідше вживалися форма стар. Володимир
.
Після приєднання до Російської імперії у 1795 році місто називалося рос. дореф. Владимиръ, а в 1911 році почало іменуватися рос. дореф. Владимиръ-Волынскій, щоб відрізнити його від російського Володимира-над-Клязьмою (рос. Владимир), хоча жодних документів, які б засвідчували перейменування, не знайдено.
За умовами Ризького мирного договору 1921 року місто увійшло до складу Польщі. Нова польська влада змінила назву міста: від 3 червня 1922 на Володимир (пол. Włodzimierz, Влодзімєж).
Після окупації Західної України СРСР у вересні 1939 року місто стало називатися Володимир-Волинськ. І лише після звільнення від німецьких військ, 9 серпня 1944 року указом Президії ВР СРСР місто отримало назву Володимир-Волинський.
1 жовтня 2021 року Володимир-Волинська міська рада підтримала ініціативу щодо повернення історичної назви Володимир. 20 жовтня 2021 року перейменування підтримала Волинська обласна рада. А 15 грудня 2021 року Верховна Рада України остаточно затвердила перейменування. За це проголосували 348 депутатів.

## Символіка
Символікою Володимира є герб та прапор, затверджені 12 березня 1999 року рішенням № 5/22 п'ятої сесії Володимир-Волинської міської ради двадцять другого скликання. На гербі зображений святий Юрій (Георгій) Змієборець, що бореться зі змієм.

## Географія
Місто розташоване:
- у центрі Володимирського району, у південно-західній частині Волинської області на північному заході України[15],
- на правому березі річки Луги, на схилах Волинської височини, у природній зоні мішаних лісів[16]; через південно-східну частину міста протікає права притока Луги — річка Риловиця[17],
- на відстані близько 12 км від кордону з Польщею і приблизно за 85 км від кордону з Білоруссю[15].

Площа міста 16,05 км². Висота над рівнем моря — 197 м.

### Клімат
Клімат Володимира помірно-континентальний, зима відносно м'яка з частими відлигами, літо помірно тепле та вологе, весна й осінь затяжні. Середньорічна температура повітря становить 7,4 °С, найнижча вона в січні (мінус 4,9 °С), найвища — у липні (18,0 °С).
У середньому за рік у Володимирі випадає 600 мм атмосферних опадів, найменше — у березні, найбільше — у липні. Максимальна кількість опадів — 821,0 мм (1980 рік), мінімальна — 388,9 мм (1953 рік). Щороку утворюється сніговий покрив. Відносна вологість повітря в середньому за рік становить 78 %, найменша вона у травні (64 %), найбільша — у грудні (89 %).
Найменша хмарність спостерігається в серпні, найбільша — у грудні. Найбільшу повторюваність в місті мають вітри із заходу, найменшу — з північного сходу. Найбільша швидкість вітру — у листопаді, найменша — влітку. У січні вона в середньому становить 4,1 м/с, у липні — 2,8 м/с.
У Володимирі є метеостанція, яка веде спостереження за погодою.
| Клімат Володимира                                              | Клімат Володимира | Клімат Володимира | Клімат Володимира | Клімат Володимира | Клімат Володимира | Клімат Володимира | Клімат Володимира | Клімат Володимира | Клімат Володимира | Клімат Володимира | Клімат Володимира | Клімат Володимира | Клімат Володимира |
| Показник                                                       | Січ.              | Лют.              | Бер.              | Квіт.             | Трав.             | Черв.             | Лип.              | Серп.             | Вер.              | Жовт.             | Лист.             | Груд.             | Рік               |
| Середній максимум, °C                                          | −2                | −1                | 3                 | 11                | 18                | 20                | 22                | 22                | 17                | 11                | 4                 | 0                 | 10                |
| Середня температура, °C                                        | −4,9              | −3,5              | 0,9               | 8,0               | 13,8              | 16,8              | 18,0              | 17,4              | 13,3              | 7,9               | 2,6               | −2                | 7,4               |
| Середній мінімум, °C                                           | −7                | −6                | −1                | 3                 | 8                 | 11                | 14                | 12                | 9                 | 4                 | 0                 | −4                | 3                 |
| Норма опадів, мм                                               | 31                | 31                | 27                | 39                | 60                | 68                | 76                | 61                | 56                | 37                | 36                | 38                | 560               |
| -------------------------------------------------------------- | ----------------- | ----------------- | ----------------- | ----------------- | ----------------- | ----------------- | ----------------- | ----------------- | ----------------- | ----------------- | ----------------- | ----------------- | ----------------- |
| Джерело: Кліматичні дані Володимира на сайті«www.meteoprog.ua» |                   |                   |                   |                   |                   |                   |                   |                   |                   |                   |                   |                   |                   |

## Історія

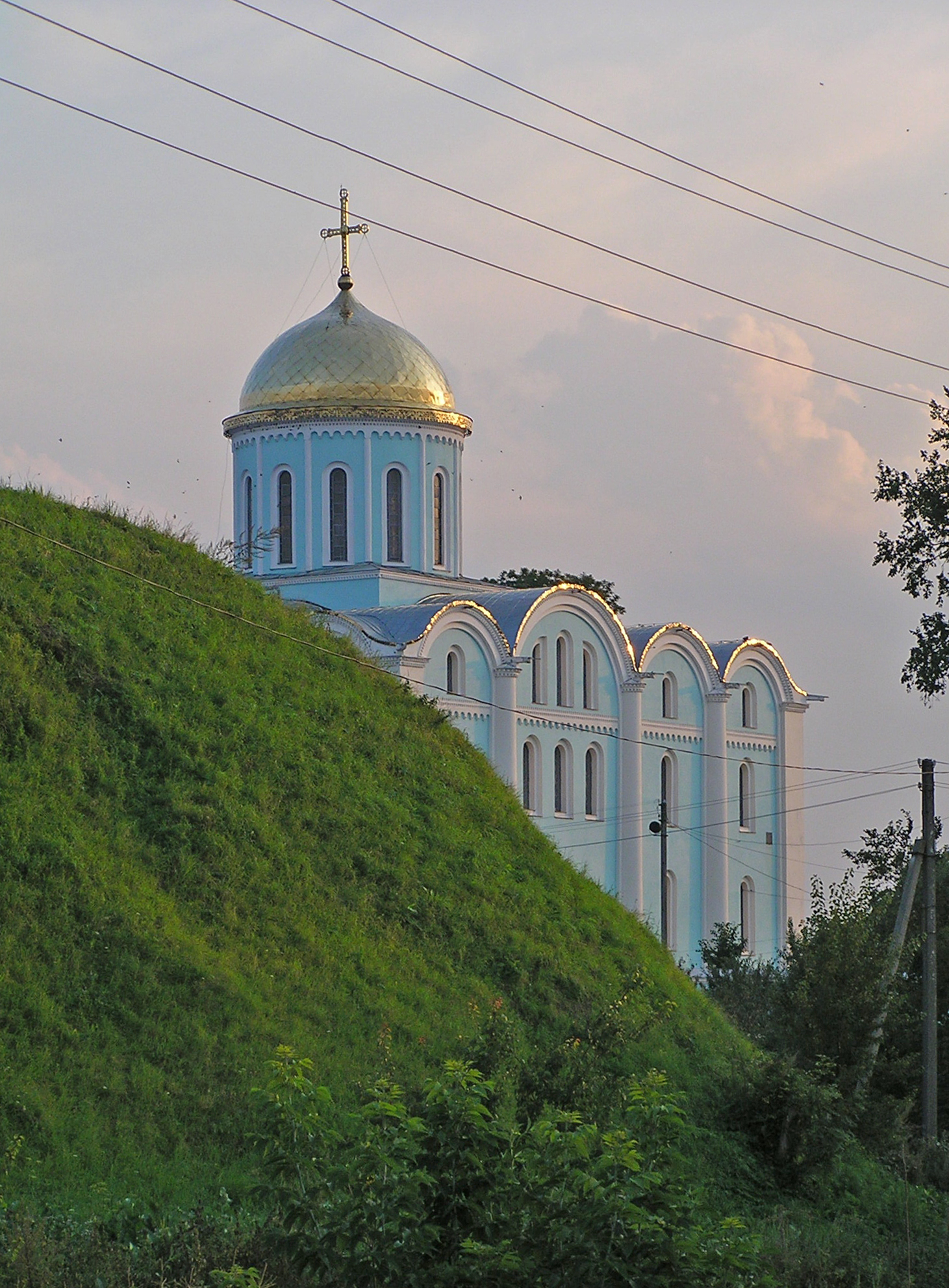
Земляні вали та Собор Успіння Пресвятої Богородиці XII ст.

Археологічні дослідження[джерело?] свідчать, що територія міста була заселена людьми з найдавніших часів: тут виявлено залишки поселень епохи міді (III тисячоліття до н. е.), раннього заліза (І тисячоліття до н.е), раннього середньовіччя.

### Давньоруські часи

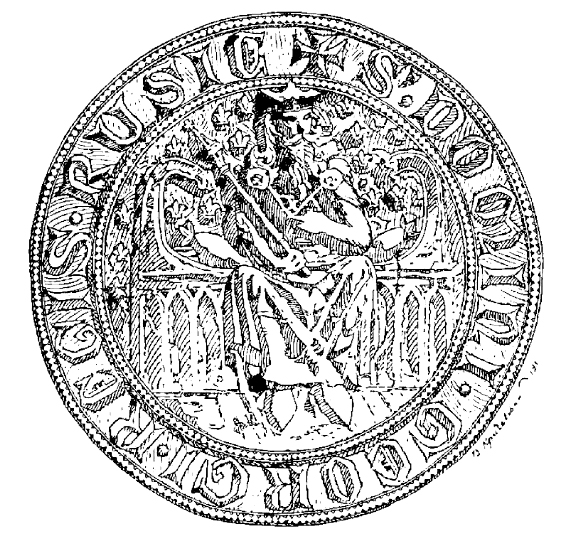
Прорис на печатці Юрія І Львовича (маєстат)

Першу літописну згадку міста Володимира у вітчизняних джерелах знайдено в описі подій 988 року на сторінках «Повісті временних літ». Тоді київський князь Володимир Святославич передав місто в удільне володіння одному зі своїх синів, Всеволодові (И посади Вышеслава в Новѣгородѣ, а Изяслава в Полотьсцѣ, а Святополка в Туровѣ, Ярослава в Ростовѣ. И умершю же старѣйшому Вышеславу в Новѣгородѣ, и посади Ярослава в Новѣгородѣ, а Бориса в Ростовѣ, а Глѣба вь Муромѣ, Святослава в Деревѣх, Всеволода в Володимѣрѣ, Мьстислава вь Тмутороканѣ). Хоча місцерозташування міста з назвою Володимѣрь там не вказується, з подальших літописних джерел виходить, що це був саме Володимир у Волинській землі (були і спроби пов'язати його з Володимиром-на-Клязьмі).
Також в угорській хроніці Геста Гунгарорум, написаній у середині XIII ст., повідомляється, що в 884 p., коли угри на чолі з їхнім вождем Альмошем узяли Київ, кияни попросили завойовників іти далі на Захід і довели їх до міста Лодомир. Воєвода Лодомира гостинно зустрів Альмоша, який пробув тут два тижні. Потім ватажок угорців узяв заручників, дві тисячі марок срібла, сто марок золота, безліч худоби, коней і подався в Паннонію. Отже, Володимир є одним зі стародавніх міст України.

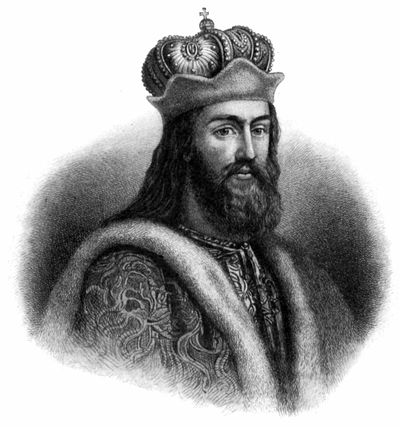
Володимир Великий

Вигідне географічне розташування сприяло швидкому розвитку стародавнього Володимира. В XI—XII ст. він був одним з найбільших міст Київської Русі, поряд із Києвом, Черніговом, Переяславом. У цей період місто стає значним осередком торгівлі, також Володимир мав важливе військово-стратегічне значення — як оборонний форпост на західних кордонах давньоруської держави. У місті розвивалися ремесла, культура, освіта, будувалися військові укріплення, зводилися численні храми та монастирі. З 992 року у Володимирі розташовувалася єпископська кафедра.
Великий князь київський Роман Мстиславич у 1204 році у зв'язку із занепадом шляху із варягів у греки та втратою Києвом свого стратегічного значення переносить до Володимира свою резиденцію..
Починаючи з XII століття, у часи феодальної роздробленості Русі, місто стає центром удільного Волинського князівства. Тут утвердилася окрема князівська династія, заснована онуком Володимира Мономаха — Ізяславом Мстиславичем, котрий правив на Волині у 1146—1154 рр.
У першій половині XIII століття Володимир стає центром об'єднаного Галицько-Волинського князівства (з 1253 — королівства). Це був період правління князя Данила Романовича, прозваного Галицьким (1201—1264), та його брата Василька Романовича (1205—1271). Середина XIII століття — час найбільшого розквіту стародавнього Володимира, місто славилося як значний центр торгівлі, ремісництва, культури та мистецтва; тут сформувалася самобутня архітектурна школа, також тут писався Галицько-Волинський літопис — цінне історичне джерело другої половини XIII — початку XIV століть. Захоплення сучасників викликали фортифікаційні укріплення — в 1231 році угорський король Андрій II з військом підступив до Володимира, однак на штурм міста не зважився, сказавши що «такої фортеці не бачив і у німецьких землях».
У 1241 році після запеклого штурму орди хана Батия вдерлися до Володимира, зруйнували та пограбували місто. За свідченнями літопису, після відходу орди в місті не лишилося жителів, а церкви були заповнені трупами.
Виходячи з автентичних грамот короля Русі Юрія I Львовича, який титулувався королем Русі і князем Володимирським — «Regis Russiae, principis Ladimiriae», столицю Руської держави було перенесено зі Львова (столиці держави за часів Льва Даниловича) до Володимира, а Волинь перебирає на себе основні адміністративно-управлінські функції у королівстві. За його правління відбувається розквіт економіки і торгівлі. Юрій І Львович налагоджує українсько-польські відносини та укладає союз з Тевтонським орденом.

## У складіВКЛтаРП
У 1324 році місто отримало Магдебурзьке право,[джерело?] яке підтвердив король Польщі і великий князь литовський Сигізмунд І Старий у 1509 році (раніше від Львова на 32, від Києва — 170 років). також того року підписали відому в Західній Європі міжнародну угоду між Володимиром та німецьким містом Штральзунд про повернення володимирським купцям сукна з розбитого корабля (документ зберігається у Штральзунді).

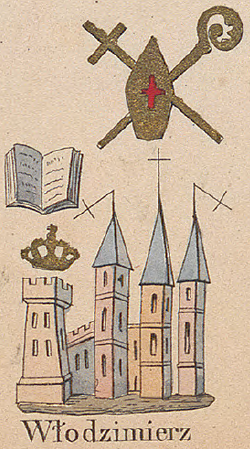
Володимир на мапі Зигмунда Герстмана

7 квітня 1340 року у місті боярами був отруєний останній правитель Руського королівства Юрій II (Болеслав Тройденович).
У період з 1364 по 1375 р.р. за папи римського Григорія XI, було створене єпископство римо-католицької церкви, центр якого спочатку знаходився у Володимирі, а потім був перенесений до Луцька. Тому першими єпископами Луцького єпископства були Володимирські єпископи Ізідор (пом.1380), Ружан (пом.пр.1400 р.), Гжегож (пом.пр.1424-1425 р.), Анджей з Сплавкі, при якому Вітовт (Witold), Великий князь Литовський, переніс центр єпископства до Луцька. Ще в 1436 році Анджей Сплавський підписувався титулом єпископа Володимирського.
Після розпаду Галицько-Волинської держави у середині XIV століття Володимир входив до складу Волинської держави, після смерті у 1452 році великого князя Свидригайла — до складу Великого князівства Литовського. З кінця 1470-х років до 1560-х років уряд волинського війта належав представникам родини Лудовичів.
1503 р. на посаду володимирського намісника великий князь Олександр Ягеллончик призначає Федька Янушкевича. 1561 р., січня 25 Сигізмунд Август, на прохання магістра теології, пріора провінції домініканців у Польщі Мельхіора, у зв'язку з тим, що згоріли грамоти домініканського монастиря св. Тройці у м. Володимирі, відновлює право монастиря на земельні володіння. У 1578 р., 4 липня Стефан Баторій, на прохання пріора монастиря домініканців у Володимирі Микати з Добра, підтверджує та повторює три грамоти: 1. Литовського великого князя Олександра, видану 17 липня 1497 р. в Луцьку, про надання монастиреві десятої мірки з млина на р. Лузі, півкопи широких грошів щоквартально з володимирського мита. 2. Сигізмунда І, видану 19 червня 1538 р. в Кракові, про підтвердження десятиї мірки з млина, а також угоду володимирського старости кн. Федора і запису в духівниці млинаря Янушка про млин на р. Лузі. 3. Грамоту від 25 січня 1561 р. Сигізмунда Августа (див.вище).
Після Люблінської унії 1569 року Володимир увійшов до складу Польського королівства.Упродовж XVI—XVII століть Володимир був значним торговельним осередком. У місті діяли численні ремісничі корпорації — «цехи», вироби місцевих майстрів славилися високою якістю та експортувалися до країн Європи. Тричі на рік у Володимирі відбувалися міжнародні ярмарки.
У 1625 році володимирським старостою був кн. Адам Олександр Сангушко. У 1633 р. волинським каштеляном стає Микола Чарторийський.

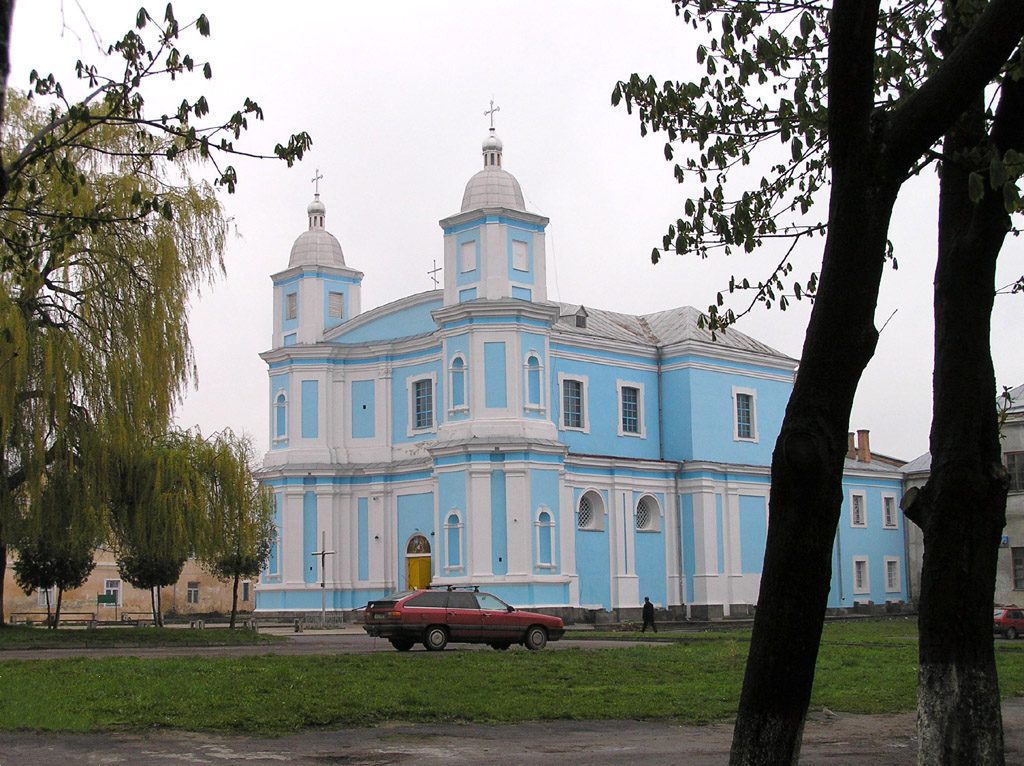
Кафедральний Собор Різдва Христового (УПЦ КП) (раніше Костел Розіслання Апостолів)

Національно-визвольна війна 1648—1652 рр. під проводом Богдана Хмельницького викликала значні збурення серед місцевого українського населення. Тому, 7 березня 1652 року у Варшаві король Ян Казимир на прохання міщан м. Володимира і для того, щоб вони не приєднувались до козаків Богдана Хмельницького, повторює і підтверджує три документи: 1. Владислава IV від 10 березня 1633 р. про підтвердження грамоти Сигізмунда І від 17 липня 1509 р. про надання м. Володимиру магдебурзького права; Сигізмунда І від 30 червня 1532 р. про право збору мостового податку міщанами міста; Сигізмунда Августа від 12 жовтня 1570 р. про дозвіл війту залишати кожного року сумлінних членів магістрату на другий рік, збудувати ратушу, мати різні ремісничі цехи, три ярмарки на рік; Сигізмунда Августа від 12 жовтня 1570 р. про дозвіл оселюватись прийшлим людям на пустих площах з вимогою побудуватися за 6 тижнів; Сигізмунда III від 15 лютого 1615 р. про те, що всі, хто мешкає в місті, повинні сплачувати податки нарівні з міщанами. 2. Владислава IV від 20 березня 1633 р. про збір і порядок зберігання подушного податку з міщан міста. 3. Постанову бурмістра, радців, лавників і цехмістрів від 13 вересня 1632 р. про виплату ремісниками податку на користь міста.
До 1648 року один з гетьманів Гетьманської держави — Павло Тетеря був писарем ґродського суду у Володимирі.
Під час повстання Богдана Хмельницького Володимир став осідком для Чернігівського та Київського воєводських сеймиків.
У XVIII столітті місто перетворюється на маленьке провінційне містечко. На поч.XVIII ст. Каштеляном Волинським був Ян Пепловський (Jan Pepłowski).
У 1781 та березні 1787 року місто відвідував останній король Речі Посполитої Станіслав-Август Понятовський.
У 1786 році орден василіян заклав першу на Волині аптеку.
7 липня 1792 року за місто Володимир відбувся бій у ході Війни за конституцію між російськими військами та загонами короля Речі Посполитої. Володимир обороняли загони Тадеуша Костюшка, а російські війська очолював Михайло Каховський.
У першій сутичці росіянам вдалось збити з коней одного командира, 3 його помічників та 13 рядових королівського війська. Росіяни отримали перемогу і уже готувались до відпочинку.
Але, перестрілку почули загони Міхала Любомирського, що проходили північніше Володимира і вирушили у місто. Стався бій. Міхал Любомирський втратив, за (можливо, перебільшеними) оцінками росіян, близько 200 осіб, скарбницю, палатки, припаси. Польські автори пишуть про вісім убитих кавалеристів та одного артилериста.
Російський військовокомандувач генерал Михайло Каховський дозволив своїм воякам пограбувати місто.
В ході погрому міста російськими військами під час молитви у синагозі був убитий рабин Шломо Готліб Карлінер. Його могила стала місцем паломництва.

## У складі Російської імперії
Внаслідок третього поділу Речі Посполитої у 1795 році місто анексувала  Російська імперія, воно стало одним із повітових центрів Волинської губернії. Тоді ж місто було перейменоване на Володимир-Волинський, з метою відрізнити його від російського Владимира на Клязьмі[джерело?].

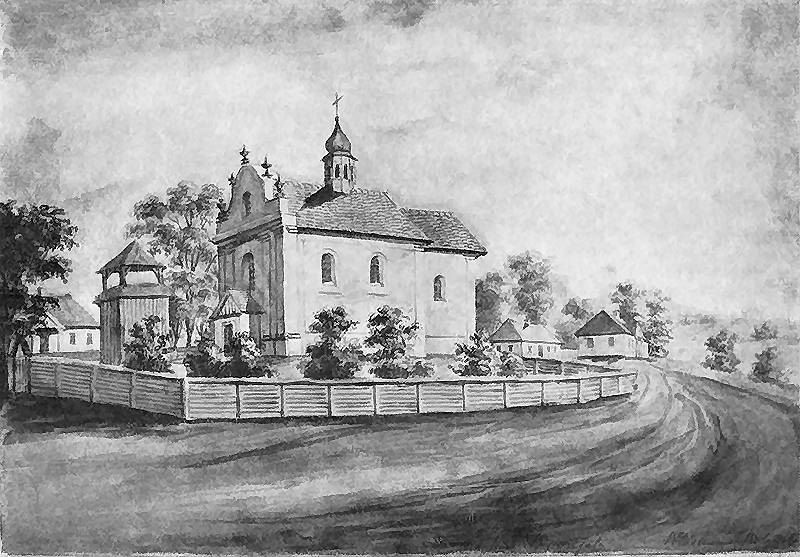
Наполеон Орда. Каплиця святого Йосафата у Володимирі. Папір, олівець, акварель, 21,6 x 28,5.

24 грудня 1841 року російський імператор підписав указ про надання купцям та міщанам, які оселяться у «західних губерніях» (зокрема, і у місті Володимир), звільнення від будь-яких податків строком на 15 років.
У 1869 році в місті відкрилася двокласна російська школа, тоді ж було відновлено Волинську православну єпархію. У 1887 році, з нагоди 900-ліття хрещення Русі, при церкві Святого Василя було створене Православне Братство Святого Володимира — з метою збереження пам'яток старовини та сакрального мистецтва. За ініціативою Братства у 1896—1900 рр. було відновлено Успенський собор, збудований князем Мстиславом Ізяславичем у 1156—1160 рр., який з кінця XVIII століття залишався зруйнованим. Також при Братстві діяло «Давньосховище» — музей, у якому зберігалася колекція старовинних рукописів та творів сакрального мистецтва.
15 липня 1906 року розпочався рух залізницею, яка з'єднала Володимир з Ковелем та іншими містами Російської імперії, тоді ж був збудований вокзал.
У червні 1907 року у місті відбувся страйк будівельників. Страйкарі вимагали скорочення робочого часу та підвищення зарплатні.
22 травня 1908 року у місті почала виходити газета «Владимир-Волінская жизнь».
У 1910 році в місті діяли навчальні заклади: чоловіча державна та жіноча приватна гімназії, міська загальноосвітня та початкова школи.

## Перша світова війна

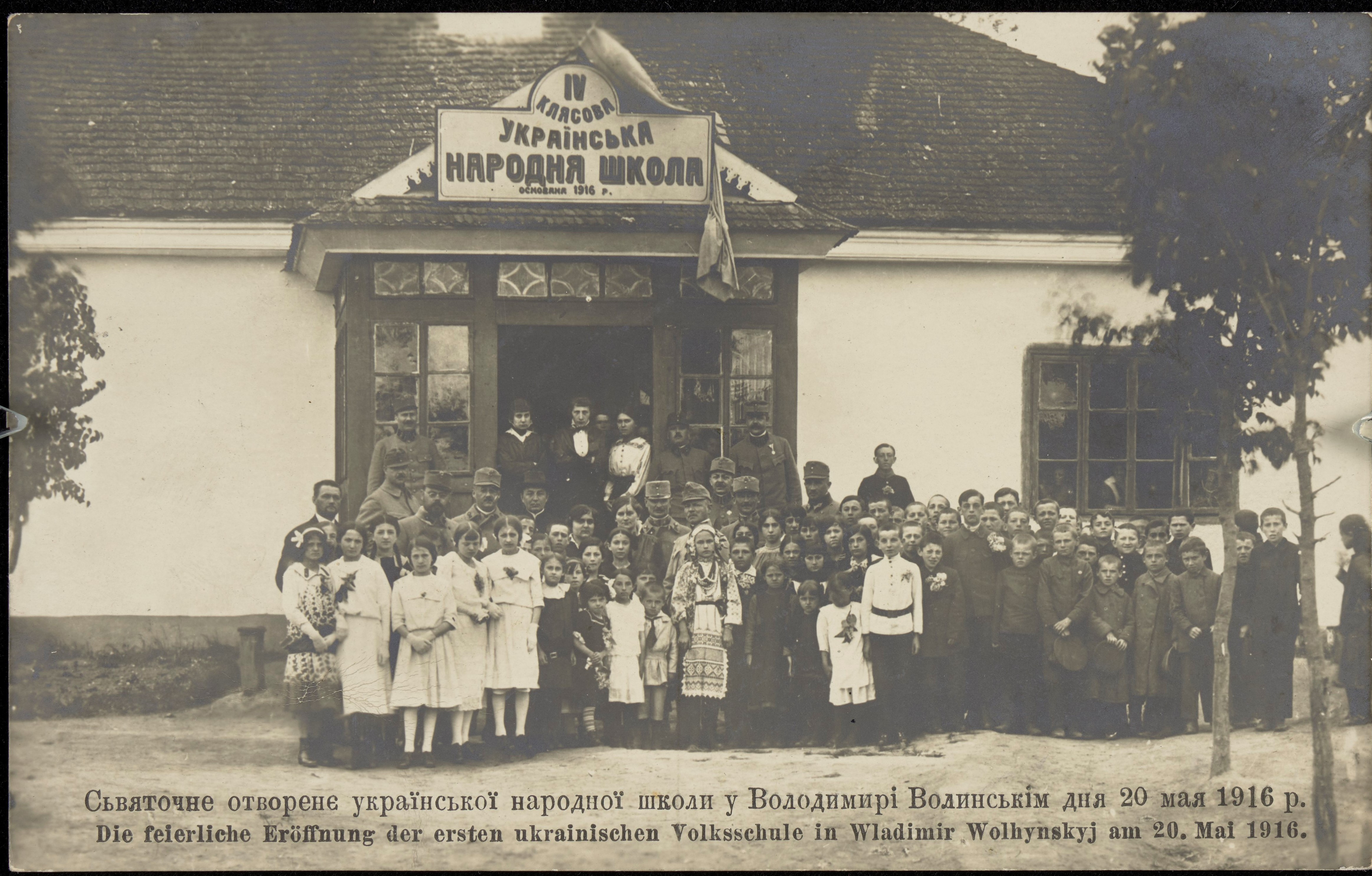
Святкове відкриття української школи у Володимирі Волинському. 20 травня 1916 року.

На початку І Світової війни Володимир став ареною бойових дій. 3 серпня 1914 року австро-угорські війська намагалися захопити місто, проте зазнали великих втрат від російського Бородінського полку, і були змушені відступити. З міста евакуювалися державні установи та значна кількість населення. Перед відступом російські війська спалили місто.
Основними військово-політичними подіями 1914—1920 рр. у Володимирі були:
- 3 серпня 1914 — початок наступу австро-угорських військ на Володимир;
- літо 1915 — масова евакуація міста російською владою;
- серпень 1915 — відступ з міста росіян та вступ австро-угорців;
- листопад 1918 — від'їзд з міста останніх загонів колишнього австро-угорського війська;
- початок січня 1919 — вступ до міста польського війська;
- 21-24 січня 1919 — бій за Володимир між польською та українською арміями. Володимир під контролем Армії УНР;
- кінець січня 1919 — відновлення польського контролю над містом;
- липень 1920 — місто захопили більшовики;
- 15 вересня 1920 — поляки відновлюють свою владу у Володимирі.

Впродовж 1915—1918 рр. в місті розміщувалися підрозділи легіону Українських Січових Стрільців (УСС), які складалися з українців-галичан. За сприяння УСС у Володимирі-Волинському відкрилася українська початкова школа, де працювали українські вчителі з Галичини.
Австрійська окупаційна влада діяла у місті до кінця І Світової війни у 1918 році. У Володимирі-Волинському у березні 1918 відбулось формування і вишкіл 1-ї козацько-стрілецької (Сірожупанної) дивізії Армії УНР. Сірожупанна Дивізія брала активну участь в боях Армії УНР проти польських та більшовицьких сил з 1918 по 1921 рік.

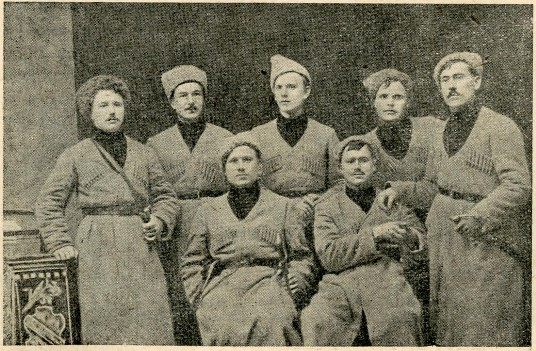
Штаб Володимир Волинського бойового загону Армії УНР в Горохові. Травень 1919 року. Зліва на право сидять — начальник повітової міліції в Володимирі Микола Баламут і сотник Юхим Бунда; стоять — Микола Панасевич (писар), Юрко Бунда (начальник постачання), Гуща (курінний), Харитон Радчук (осаул), і Федір Тарасюк (старшина для доручень).

Братська могила 12 козаків Володимир Волинського загону Армії УНР на кладовищі м. Володимир Волинський, які загинули за місто в боях з поляками в 1919 році.

Місто було свідком боїв Володимир Волинської групи Армії УНР з військами Польщі. Так описана боротьба за місто в журналі «Літопис Червоної Калини» Ч. 7 від липня 1930 року:
| Нарешті після упадку осередніх держав осадила м. Володимир сотня Ярощука, але не надовго: з поваленням гетьманського уряду в Київі, у грудні 1918 р. місто захопили польські відділи. Та вже за пару неділь - з початком 1919 р. Українці роблять кілька успішних спроб відбити місто й вийти на р. Буг. База українського війська була в той час у м. Торчині, 50 км. на схід від Володимира (не доходячи 20 км. до Луцька): тут власне перебував штаб волинської оперативної групи під проводом полк. Порохівського. З цієї групи окремий курінь - т.зв. "Володимир Волинський загін" під командою курінного Гущі 7 січня 1919 р. зробив перший наскок на м. Володимир, вибив звідти польську залогу, але не діставши резерв, мусів відступити. Загін цей складався з двох сотень -одної під ком. сотника Юхима Бунди, - другої на чолі з сотн. Тоцьким; людей комлєктовано переважно з мобілізованих в районі Торчин - Володимир. Наскок переведено нечайно нічю з 7 на 8 січня; серед польського війська в Володимирі (загін кап. Яворського і N. піхотний полк) повстала паніка. Над ранком Українці зайняли місто, але, не дістаючи підкріплень (через брак зв'язку зі своєю базою), не змогли закріпити свого успіху, й під натиском польських резерв відступили. Противник мав тоді досить значні втрати; з української сторони в бою на вулицях полягло 12 вояків - 1) Євдоким Микитич Матвійчук (с. Фалемичі), 2) Лукаш Григорович Бічук (с. Яковичі), 3) Лукаш Олексієвич Янчук (с. Яковичі) та ще девятьох незнаних (с. Тумин, Губин та інш.). Крім того були ранені: з Володимира Євдоким Стапанюк, Сильвестер Крищук - і з міста Локачі Володимир (Олександер?) Трутевич. На другий день після того Українці поновно відбили Володимир, але тільки на три дні, вдержатись довше не змогли, бо двох сотень "Володимир-Волинського боєвого загону" було такий замало, а полки - Ямпільський і Кремінецький, що мали давати поповнення, були вже здеморалізовані і розбіглися. В місяці лютім бої за м. Володимир відновилися; цим разом Українці під ком. сотника Юхима Бунди наступали з боку с. Зимно; при тому були поранені: сот. Ю. Бунда (м. Володимир), ч. Іван Малиновський (с. Дігтев), Микола Парій і Микола Яворський (м. Володимир), Наумів (с. Новосілки); убито в боях кільканадцять укр. стрільців, у тім числі - з м. Володимира: Семен Залуський, Степан Панасевич, Андрій Шум, чет. Іван Гусь (похований у м. Горохові), жид Фельдакер та інші незнані. На весні 1919 р. Поляки пішли на схід і в травні вже захопили Луцьк. "Володимир-Волинський бойовий загін" зістав тоді окружений з одного боку Поляками і з другого боку більшовиками в районі м. Горохова, але пробився на Дубно й сполучився з рештою українського війська; під той час полягли в боях: Наумів (с. Новосілки)і Євген Григорович Березовський (м. Володимир). Окрім згаданих вище (серед убитих і ранених), до складу "Волод. - Вол. боєвого загону" між інш. ще належали: з м. Володимира - Василь Теребуха, Микола Костецький, Олександер Залуський (+), Іван Сойка, Нікіфор Залуський, Іван Гилецький, Володимир Ніконський, старшина Всеволод Березовський і військові урядовці Микола Панасевич та Володимир Мояк; з передм. Островок - Володимир Статкевич, Приймак, Коханський та ін. ; з передм. Лобачин - Гриць Цісар, Андрій Воробчук, Антін Залізний, Єрофей Костюк; з передм. Шистів - Іван Пасальський, Сидір Підзізей, Андрій Пасальський, Володимир Поліщук, Дмитро Вихрук, Йосип Пташник; з с. Новосілки - Сидір Козлюк та інші; з с. Верба - старш. Федір Тарасюк; з с. Якович - осаул Харитон Радчук та інші. Поляглих у бою за м. Володимир 7 січня 1919 р. дванадцять стрільців поховано у братській могилі на правосл. кладовищі в Володимирі. Стараннями місцевого громадянства і пластової молоді перед десятьлітньою річницею тих боїв братську могилу впорядковано і поставлено дубового хреста з українським тризубом і написом: Поляглим за Рідний Край 1918 – 1928 Pro Patria Mortuis Кожної т. зв. поминальниці на цією могилою відбувається "вселенська" панахида за всіх полеглих в оборони Української Держави. |

## Міжвоєнне двадцятиліття
Від кінця січня 1919 року Володимир контролювали польські війська. УНР визнала приналежність Волині до Польщі за Варшавським договором 21 квітня 1920 року. Володимир став одним з повітових центрів Волинського воєводства.

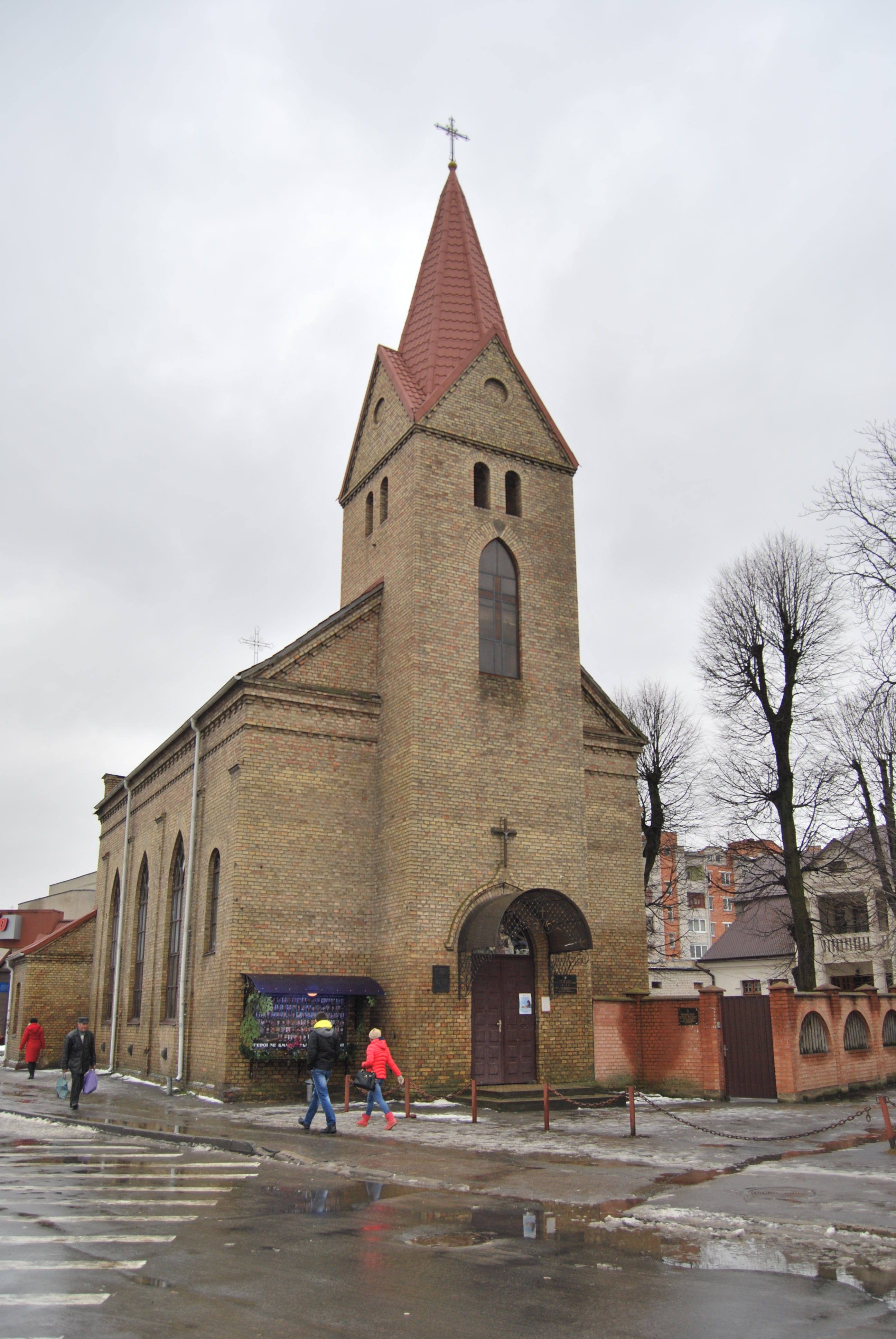
Греко-католицька церква (раніше — лютеранська кірха)

1 серпня 1925 р. місто збільшене за рахунок вилучення з сільської гміни (волості) Верба Володимирського повіту сіл Білобереги, Риловиця, Острівок, Федорівка, Залужжя, Заріччя і Лобачин та включення їх до міської гміни Володимир того ж повіту.
1 жовтня 1933 р. місто повторно збільшене за рахунок вилучення з сільської гміни (волості) Верба Володимирського повіту села Шистів, фільварку Заріччя з лісничівкою Довга Лоза, колонії Помірки, колонії Ганджаба, села Поничів і фільварку Поничів та включення їх до міської гміни Володимир того ж повіту.
Водночас, Володимир був впорядкованим містом: діяли 6 початкових шкіл, 5 загальноосвітніх шкіл, ремісничо-промислова школа, 2 приватні єврейські школи, електростанція, кінотеатр, 5 готелів, лікарня, а також численні магазини, кафе та ресторани.
З 1926 року у Володимирі діяло Товариство любителів театру імені Олександра Фредра, а також Бібліотека імені Шолом-Алейхема.

## Друга світова війна
Оскільки Володимир перебував у складі Польщі, ІІ Світова війна розпочалася для жителів міста 1 вересня 1939 року. Через Володимир відступали на схід підрозділи розгромленої вермахтом польської армії, місто бомбардувала німецька авіація.

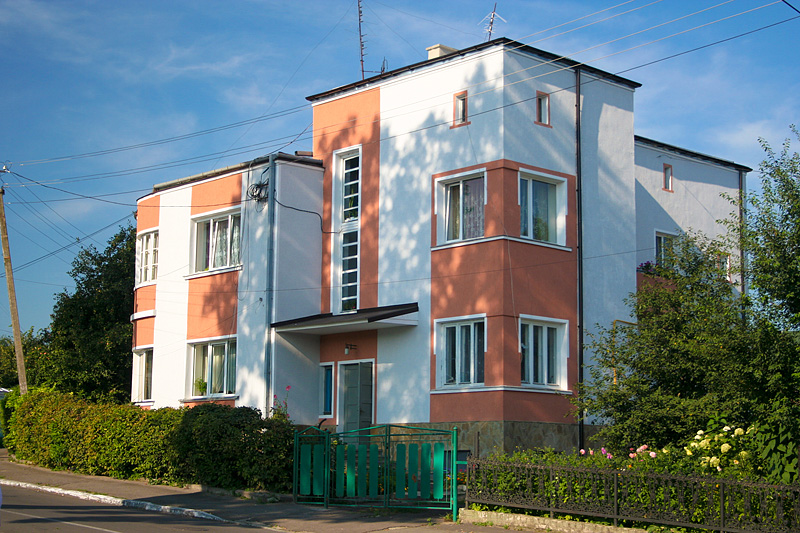
Будинок у стилі міжвоєнного конструктивізму та стримлайну на вулиці Соборній

12 вересня німецька громада організувала маніфестацію у військових мундирах.
19 вересня 1939 року о 22.30 після невеликого бою Володимир був зайнятий 36-ою танковою бригадою Червоної Армії, і згідно з пактом Молотова-Рібентропа був включений до складу СРСР.
19 вересня 1939 року деякі офіцери намагались роззброїти створену тут робітничу гвардію. Проте сили були нерівні. Багато поляків було заарештовано, а 29 вересня 1939 р. військовий трибунал 15-го стрілецького корпусу КОВО розглянув справу одного з членів загону Антона Романюка і засудив його до вищої міри покарання — розстрілу. Вирок було виконано 23 березня 1940 року.
Наприкінці жовтня 1939 р. до Володимира з Варшави прибули представники Польської військової організації Міхал Замецький і Анджей Янішек. Їхньою ціллю було утворення на Волині конспіративної організації для боротьби з радянськими властями. Тут вони провели значну роботу, залучивши до організації сім'ї Савицьких, Замецьких, Гольців, а також дружину польського офіцера Ірену Боднарську
У вересні-грудні 1940 року у Володимирі радянські органи «викрили» організацію ОУН. Арештовано 11 осіб. Серед них — учні педшколи Іван Галій, Віктор Лучук та Іван Хвещук, учениця та учень школи № 1 Ніна Д'ячук та Осип Гарасимюк. Решта — селяни.
У квітні 1941 року Лучук, Хвещук та Д'ячук засуджені до розстрілу, Гарасимюк отримав 10 років ув'язнення, Галій — 8.

#### Німецька окупація
Після нападу Німеччини на СРСР 22 червня 1941 року, Володимир як прикордонне місто з самого початку війни став ареною бойових дій. У перші години війни місто бомбардувала німецька авіація, воно зазнало артилерійського обстрілу.
Обороняли Володимир прикордонні застави 90-го погранзагону, частини 87-ї стрілецької та 41-ї танкової дивізій Червоної Армії, а також 2-го укріпрайону. Проте незважаючи на спротив радянських військ, 23 червня 1941 року Володимир був окупований німецькими військами, більшовики розстріляли в'язнів місцевої тюрми.
Володимир став центром гебітскомісаріату.
Нацисти сформували українську допоміжну поліцію (начальник - Олександр Квасницький). Після переходу частини її співробітників навесні 1943 року в УПА, сформовано також польський 107 батальйон шуцманшафту.

#### Концтабір
У вересні 1941 року тут був створений концтабір «Норд-Офлаг-365», у якому утримувалися військовополонені солдати та офіцери Червоної Армії. Впродовж 1941—1944 рр. у концтаборі було знищено 56000 радянських військовополонених. Також за період окупації гітлерівці знищили близько 15000 мирних жителів, вивезли до Німеччини значну кількість молоді. У 1944 році населення міста становило лише 7000 людей.

## Голокост

#### Авіаудар 19 березня 1944 року
19 березня 1944 року місто зазнало авіаудару радянських бомбардувальників.

#### Звільнення від нацистів та початок другої радянської окупації
20 липня 1944 року місто було захоплене 197 стрілецькою дивізією радянської армії. Частинам і підрозділам Червоної Армії, які відзначилися в боях за місто, було присвоєно назви Володимир-Волинські. З 1985 по 2022 рр. вулиця Островецька (нині - 14-ї бригади) мала назву "вулиця 20 липня" саме в честь оволодіння міста Червоною армією.

## Повоєнний період

#### Справа ОУН у педучилищі
У 1947 році за створення молодіжної націоналістичної організації на 25 років виправно-трудових таборів засуджено вісім студентів Володимирського педучилища.

#### Справа групи Степана Фуги
У ніч на 22 травня 1954 р., коли у місті мали відзначати 300-ліття «возз'єднання України з Росією», невідомі пошкодили розвішені на будівлях червоні прапори та портрети керівників КПРС. Один прапор закинуто у кущі, ще два знято з установ та розміщено на будівлі громадського туалету. Головний портрет Сталіна також був порізаний бритвою.
Пошкодження виявив черговий міліціонер Ніколайчук.
Слідство встановило, що це зробили Микола Зинь і Олексій Пасічник. Їх було заарештовано. Також заарештували і їхнього друга Івана Данилюка. Керівником та ідеологом «злочинної групи» було названо Степана Фугу, який у той момент відбував службу в радянській армії.
Слідство встановило, що друзі читали підпільну націоналістичну літературу. У 1952 р. розчистили могилу Січових Стрільців 1919 р. та розстріляних у Володимирській вʼязниці 1941 р. на Лодомирському кладовищі.
Суд засудив Степана Фугу до 10 років увʼязнення, Олексія Пасічника та Миколу Зиня — до 8 років, а Івана Данилюка — до 6 років таборів.
У 1992 р. усіх реабілітовано.

#### Радянський період
У повоєнний період у місті було збудовано ряд промислових підприємств: цукровий завод, швейна фабрика, меблева фабрика, птахофабрика, консервний завод, комбінат молочних виробів, хлібзавод, цегельний завод, збиральний цех Луцького автозаводу, геолого-розвідувальна експедиція, ряд житлових будинків.
30 серпня 1948 року указом Президії Верховної Ради УРСР віднесено до категорії міст районного підпорядкування.
У 1975 році Володимир отримав статус міста обласного підпорядкування.

## В Незалежній Україні
Здобуття Україною державної незалежності у 1991 році сприяло подальшому розвитку національної культури, відродженню українських традицій та культурних цінностей. Проте, глибока економічна криза середини 1990-х років негативно позначилася на розвитку міста.
У теперішній час у місті працює ряд підприємств легкої та харчової промисловості, значна кількість населення займається підприємницькою діяльністю. На розвиток міста впливає його прикордонне розташування, сусідство з країнами ЄС. Завдяки численним пам'яткам історії та архітектури, Володимир має умови для успішного розвитку туризму.
У селі Зимне, яке розташоване за 8 км на південь від Володимира, розташовані Зимненський монастир та Зимненське городище.

## Самоврядування
- Міська дума (1882—1915)
- Міська дума (в евакуації; 1915—1918)
- Міська рада (1919—1939)
- Міська рада депутатів трудящих (1939—1941, 1944—1991)
- Міська рада (з 1991)

Місцеві органи влади представлені Володимирською міською радою, яка входить до складу Волинської області України. Голова міської ради — Ігор Анатолійович Пальонка.

## Виборчі кампанії

### Вибори до Сейму 5 і 12 листопада 1922р.
Виборчий округ № 56
Кількість мешканців — 11623
Кількість мешканців, що мають право голосу — 7150
Голосувало — 4713
Кількість голосів, визнаних недійсними — 29
Кількість голосів, визнаних дійсними — 4684
Голоси за списки:
№ 2 (Польська партія соціалістична) — 199
№ 3 — (Польське народне об'єднання «Визволення» та Народна Лівиця) 81
№ 6 — (Союз народних рад) 104
№ 12 — (Польський Центр) 367
№ 16 — (Блок національних меншин) 3631
№ 20 — (Єврейський демократичний народний блок) 116
№ 22 — (Державне об'єднання на Кресах) 186

### Вибори до міської ради 10 липня та 9 жовтня 1927 року
На виборах 1927 р. було виставлено 19 списків. 10 липня відбулось голосування.
Внесено до списків 7800
Голосувало 5181
Всього було виставлено 16 списків. Однак, напередодні список № 16 «група Сасая» зняв своїх кандидатів і закликав голосувати за український список № 7 «Українського демократичного обʼєднання людей праці». Під № 3 йшов список Івана Зубовича «Словʼяно-християнської організації», а під № 6 — «організація Фрументія Каркушевського».
Українці отримали 489 голосів, Іван Зубович — 373, а список № 6 — 45.
За українським списком пройшли Володимир Краєвський та Василь Вітовський.
Результати: Об'єднаний польський список — 4 мандати, ППС — 2, українці — 4, євреї — 14.
27 липня результати були скасовані повітовим старостою. Нові вибори відбулися 9 жовтня.
Результати повторних виборів до Володимирської міської ради 9 жовтня 1927 р.: голосувало 66 %, обрано 8 поляків, 12 євреїв, 3 українці, 1 росіянин або 1 — Клуб праці, 2 — ППС, 1 — Християнські демократи, 2 — ендеки, 2 — безпарт., 5 — сіоністи, 4 — ортодокси, 1 — Поалей-Ціон, 1 — бунд, 1 — асимілятор, 1 — RNZ(росіянин), 3 — Сельроб (українці).
До складу міської ради було обрано:
1. Чеслав Цингот Партія праці
2. Роман Баранський Польська партія соціалістична
3. Казимир Вонгровський Польська партія соціалістична
4. Фелікс Рапчевський 7
5. Ян Томаш Дзедич ?
6. Юзефа Вітковська безпартійна
7. Афаназій Ковальський ?
8. Ієронім Ляхович ?
9. Іван Зубович ?
10. Володимир Краєвський ?
11. Григорій Москалюк ?
12. Хрисанф Озерів ?

### Парламентські вибори 4 і 11 березня 1928р.
Загальна кількість виборців — 8791
Голосувало — 5488
Визнано недійсними — 372
Визнано дійсними — 5116
Список № 1 «Безпартійний блок співпраці з урядом» — 3577
№ 4 «Загальний єврейський робітничий союз Бунд в Польщі» — 543
№ 20 «Руський список» — 348
№ 33 «Загальноєврейський національний виборчий блок» — 476
№ 37 «За українську народну справу» — 172

### Вибори до міської ради 15 лютого 1931 року[57]
У грудні 1930 р. рішення воєводи попереднійсклад міської ради був розпущений.
- Список № 1 Обʼєднаний громадянський комітет (Блок словʼянських народів) — 16 мандатів
- Список № 3 сіоністи — 2
- Список № 5 Поалей-Ціон — 1
- Список № 8 безпартійні євреї — 1
- Список № 10 єврейська секція Товариства власників нерухомості — 1
- Список № 11 спілка дрібних копців та торговців — 1
- Список № 15 список ремісників-євреїв — 2

Поділ за етнічною приналежністю депутатів:
- Поляки -10
- Українці — 4
- Росіяни — 2
- Євреї — 6

### Вибори до міської ради 27 травня, 3 і 10 червня 1934 року[59]
Загальна кількість депутатів — 32, з них 19 — члени Безпартійного блоку співпраці з урядом.
Поділ за етнічною приналежністю депутатів:
- Поляки -16
- Українці — 4
- Росіяни — 2
- Євреї — 10

### Вибори до міської ради 21 травня 1939 року[61]
Поділ за етнічною приналежністю депутатів:
- Поляки -21
- Українці — 5
- Євреї — 5
- невідомий — 1

За партіями:
- Табір Національного Єднання - 13
- Безпартійний блок співпраці з урядом - 6
- Стронніцтво народове - 2
- українці - 5
- євреї - 5
- росіяни - 1[62].

### Референдум про перейменування міста
29 березня 1998 року у місті відбувався референдум щодо повернення місту історичної назви. У референдумі взяли участь 21287 осіб. Тоді за перейменування віддали голоси 8669 громадян, а проти зміни назви висловились 11665 мешканців міста. Крім того, відповідним службам доручено підрахувати витрати, що понесе міський бюджет, а також підприємства, установи та організації усіх форм власності, яким доведеться змінювати статутні документи.
15 грудня 2021 року Верховна Рада України перейменувала місто Володимир-Волинський на Володимир.

## Визначні пам'ятки

### Пам'ятки архітектури
Станом на 1 січня 2009 року у Володимирі нараховується 23 пам'ятки архітектури, з яких 8 — національного значення:
- Успенський собор (1160 р.)
- Василівська церква, XIII—XIV ст.
- Костел Св. Іоакима і Анни, 1752 р., нині парафіальний римо-католицький костел
- Миколаївська церква, 1780 р.
- Кафедральний собор Різдва Христового ПЦУ, 1718–1755 рр., (раніше Костел Розіслання Апостолів).
- Земляні вали замку[pl], XIII-XIV ст.
- Мури капуцинського монастиря, 1751 р. Вони знаходяться у сквері неподалік костелу святих Іоакима і Анни.

### Інші пам'ятки
У Володимирі станом на 2008 р. нараховується 15 пам'яток історії та 2 пам'ятки археології.
- Городище. Земляні вали (городище), які історики датують 10 століттям. У 1997 і 2011 роках за валами проводилися археологічні розкопки, здійснені львівським товариством «Пошук» та археологічною службою «Волинські старожитності». Виявили останки 100 (1997 р.) і понад 300 людей (2011 р.) — це жертви політичних репресій, яких перепоховали на місцевому Федорівському цвинтарі.
- Лодомирське кладовище
- Пам'ятник Данилу і Васильку Романовичам
- Бібліотека (житловий будинок, 1901 р.)

### Природоохоронні об'єкти
- Дуб-Велетень (пам'ятка природи)
- Слов'янський парк
- Мочиська (заказник)

## Економіка
Економіка Володимира доволі багатогранна. Ядро промислового комплексу міста складається з підприємств переробної галузі. Деревообробна галузь представлена меблевою фабрикою «Гербор-холдінг», відомою не лише на території України, а й далеко за її межами, легка промисловість — підприємством «Луга».
Пріоритетними у Володимирі є розвиток деревообробної, меблевої, легкої, харчової і будівельної промисловості (житлове будівництво та виробництво будівельних матеріалів).
Місто є одним з найважливіших центрів рекреації та туризму Волинської області.
Промисловий комплекс
Станом на 01.01.2014 р.
Кількість підприємств — 12
Обсяг реалізованої продукції у фактичних цінах — 357,8 млн грн.
Структура реалізованої продукції до загального обсягу реалізації (у % до загальноміського обсягу):
| - виробництво харчових продуктів – 4,2% |
| - текстильне виробництво, виробництво одягу - 3,7% |
| - виготовлення виробів з деревини, поліграфічна діяльність – 2,1% |
| - виробництво іншої неметалевої мінеральної продукції - 3,5%; - виробництво готових металевих виробів, крім машин і устаткування — 0,1 %; - машинобудування, крім ремонту і монтажу машин і устаткування — 1,1 %; - виробництво меблів — 75,6 %. |

Основні показники економічного розвитку міста за 2006—2013 рр.
| Показники                                                         | Од. вим.  | 2006 р.  | 2007р   | 2008р   | 2009 р. | 2010 р. | 2011 р.  | 2012 р.  | 2013 р.  |
| Товарна продукція (2006—2013 реалізована), всього                 | тис. грн. | 254200,0 | 269200, | 430400  | 269410  | 463966  | 517874,5 | 363962,8 | 357761,7 |
| Обсяг промислової продукції на одну особу                         | грн.      | 6689,5   | 7084,2  | 11326,3 | 7027,0  | 12025   | 13359    | 9386,5   | 9215     |
| Товарообіг, всього                                                | тис. грн. | 123,7    | 125,0   | 163,7   | 173,9   | 191,7   | 224,9    | 270,1    | 257,0    |
| в тому числі на одну особу:                                       | грн.      | 3256     | 3282    | 4264    | 4505    | 4941    | 5796     | 6944     | 6589     |
| Кількість суб'єктів підприємництва зареєстрованих станом на 01.01 |           |          |         |         |         |         |          |          |          |
| Фізичні особи                                                     | чол.      | 2873     | 2880    | 2880    | 3150    | 2731    | 2871     | 2824     | 2800     |
| Розвиток інфраструктури підприємництва                            |           |          |         |         |         |         |          |          |          |
| Страхові компанії                                                 | од.       | 6        | 7       | 7       | 7       | 11      | 10       | 9        | 9        |
| Банки                                                             | од.       | 13       | 15      | 17      | 17      | 15      | 15       | 11       | 11       |
| Бізнес-центри                                                     | од.       | 1        | 1       | 1       | 1       | 1       | 1        | 1        | 1        |
| Громадські організації підприємців                                | од.       | 2        | 2       | 2       | 2       | 2       | 2        | 2        | 2        |

Інвестиції та будівництво
станом на 01.01.2013 р.
Обсяг прямих іноземних інвестицій на кінець 2012 року досяг 82,1 тис. дол. США, що в розрахунку на одного жителя становить 2,1 дол. США.
Динаміка інвестицій в основний капітал:
2004 р. — 50,1 млн грн.
2005 р. — 29,8 млн грн.
2006 р. — 15,5 млн грн.
2007 р. — 169,3 млн грн.
2008 р. — 152,6 млн грн.
2009 р. — 69,2 млн грн.
2010 р. — 39,3 млн.грн.
2011 р. — 75,8 млн грн.
2012 р. — статуправлінням дані не обліковуються в розрізі міст та районів
2013 р. — статуправлінням дані не обліковуються в розрізі міст та районів
Кількість будівельних організацій різних форм власності — 9
Виконаний ними обсяг робіт за договірними цінами — 13535 тис. грн.
Фінанси
(станом на 01.01.2014 р.)
Уточнений план поступлень до загального фонду бюджету міста за 2013 року виконано на 96,6 %. При плані 153656,57 тис. грн. до бюджету надійшло 148442 тис. грн., недоотримано 5214,58 тис. грн.. Ріст поступлень до минулого року склав 2,7 %, або 4123,61 тис. грн.
План власних доходів міського бюджету за 2013 року виконано на 90,1 %, при плані 38274,5 тис. грн. до бюджету міста надійшло 34492 тис. грн., недоотримано 3784,04 тис. грн., при цьому ріст поступлень до минулого року становить 4,9 відсотків, або 1614,65 тис. грн.
За підсумками 9 місяців 2013 року підприємства та організації міста отримали прибутки (сальдо) у сумі 11,2 млн грн. Прибутково працювали 83,3 % від загальної кількості підприємств та організацій міста, їхні прибутки склали 17,1 млн грн., коли за 9 місяців 2012 року лише 61,5 % підприємств були прибутковими. За видами економічної діяльності отримано позитивне сальдо у промисловості (9,4 млн грн.), у діяльності транспорту та зв'язку, будівництві, в операціях з нерухомим майном.
Результати за попередні роки були наступними:
2003 р. — (12,0 млн грн.)
2004 р. — (22,2 млн грн.)
2005 р. — (40,2 млн грн.)
2006 р. — (10,6 млн грн.)
2007 р. — (18,8 млн грн.)
2008 р. — (13,2 млн грн.)
2009 р. — (15,0 млн грн.)
2010 р. — (16,5 млн грн.)
2011 р. — (41,9 млн грн.)
2012 р. — (29,1 млн грн.)
Мале підприємництво та інфраструктура його підтримки
Кількість діючих малих підприємств на 10 тис. населення — 31
Кількість підприємців-фізичних осіб — 2800
Показники динаміки розвитку підприємництва
|                       | Од. вим. | 2006        | 2006 | 2007        | 2007  | 2008        | 2008  | 2009        | 2009 | 2010        | 2010  | 2011        | 2011  | 2012        | 2012 | 2013        | 2013 |
| факт                  | Од. вим. | в % до 2005 | факт | в % до 2006 | факт  | в % до 2007 | факт  | в % до 2008 | факт | в % до 2009 | факт  | в % до 2010 | факт  | в % до 2011 | факт | в % до 2012 |      |
| Малі підприємства     | Од.      | 139         | -12  | 129         | -7,2  | 139         | +7,8  | 144         | +3,6 | 159         | +10,4 | 116         | -27,0 | 120         | +3,5 | 120         | 0    |
| Громадяни- підприємці | Чол.     | 2873        | +3,0 | 2574        | -10,4 | 2880        | +11,9 | 3150        | +9,4 | 2731        | -13,3 | 2869        | +5,1  | 2824        | -1,6 | 2800        | -1   |

Кількість об'єктів інфраструктури підтримки малого підприємництва (одиниць): Кількість банків з врахуванням філій — 11
бізнес-центри — 1
нотаріальні контори — 3
страхові компанії (включаючи філії) –11
громадські організації підприємців — 2
Зовнішньоекономічна діяльність
Станом на 01.01.2014 р.
Зовнішньоторговельний оборот товарів:
| Рік        | Експорт (вартість, тис. дол. США) | Імпорт (вартість, тис. дол. США) | Всього (вартість, тис. дол. США) | Баланс (вартість, тис. дол. США) |
| 2003       | 6359,3                            | 8544,7                           | 6359,3                           | (-2185,3)                        |
| 2004       | 9333,1                            | 11785,1                          | 21118,2                          | 2452                             |
| 2005       | 16711,18                          | 66371,40                         | 16711,18                         | (49660,22)                       |
| 2006       | 17255,3                           | 23036,0                          | 17255,3                          | (-5780,7)                        |
| 2007       | 26415,0                           | 22993,0                          | 26415,0                          | (+3422,0)                        |
| 2008       | 31874                             | 58033                            | 31874                            | (-26159)                         |
| 2009       | 21685,4                           | 29420,2                          | 21685,4                          | (- 7734,8)                       |
| 2010       | 28257,6                           | 67658,6                          | 95916,2                          | (-39401,0)                       |
| 2011       | 33493                             | 55990                            | 89483,0                          | (-22497)                         |
| 2012       | 26779                             | 24802                            | 51581                            | 1977                             |
| 01.11.2013 | 23686,9                           | 30221,6                          | 53908,5                          | (-6534,7)                        |

У місті створено два туристичних агентства, як і надають туристичні послуги у межах Волинської області і всієї України. Пропонуються екскурсії: по місту Володимиру, до застави ім. Пархоменка, у музей Стравінського, до міста Луцька, Берестечка, Почаєва, селищ Рокині, села Колодяжного та ін.

### Історичні та діючі підприємства
- Цегельня Міхала Беркнера та Ісака Бубеса, вул. Криволуцька, 16 (заснована 1913 р.)
- Друкарня Зельмана і Абрама Вассерів (заснована 1894 р.; вулиця Сенкевича)
- Пивоварний завод братів Якова та Ісака Рубінштейнів
- Млин Беніяміна Васермана (вулиця Луцька)
- Цегельний завод Фердинанда Мартенса (Помірки)
- Слюсарні майстерні та чавуноливарний завод Станіслава Бадзяна (вулиця Луцька)
- Майстерня землеробних знарядь Петра Ржепецького (вулиця Луцька)
- Млин Станіслава Бадзяна (вулиця Луцька)
- Млин Вульфа Йохенсона (вулиця Млинарська)
- Млин Еви Лєдоховської (вулиця Криволуцька)
- Млин Ф.Савицького (вулиця Пілсудського)
- Млин Й.Юрковського (вулиця Островецька)
- Млин М.Мошинської (Білі Береги)
- Млин Срула Шильмана (вулиця Луцька)
- «Удзяловий» (спільний) (вулиця Островецька)
- Млин Б.Армарніка та спілки
- Млин Л.Кали (Білі Береги)
- Млин Ташкера, Альперіна та спілки
- Олійниця Й.Бекера (вулиця 17 березня)
- Олійниця Т.Пйотровського та Г.Шпілберга (вул. Павловського)
- Олійниця Л.Поеліса (вулиця Криволуцька)
- Олійниця Д.Тененгольца (вулиця Оваденська)
- Олійниця Ш.Гуза (вулиця Гноєнська)
- Цегельня М.Беркнера (вулиця Гноєнська)
- Цегельня Й.Геллера (вулиця Гноєнська)
- Цегельня Й.Сосая (Острівок)
- Цегельня Л.Шнуровського (вулиця Гноєнська)
- Друкарня А.Рапопорта (вулиця Пілсудського)
- Міська електрівня (орендатор Е.Лякутович)
- цукровий завод
- швейна фабрика,
- меблева фабрика,
- птахофабрика,
- консервний завод,
- комбінат молочних продуктів,
- комбінат хлібопродуктів
- хлібзавод,
- цегельний завод,
- збиральний цех Луцького автозаводу,
- геолого-розвідувальна експедиція

### Готелі
Історичні:
- Пасаж, вулиця Катедральна, 9 або 17 (власники — Тодрес Айншпан, Урин Айншпан, Х.Айншпан)
- Краківський, вулиця Понятовського, 24 або 55 (власник — Хаїм Літвак)
- Бристоль, вулиця Кунцевича, 6 (Бейриш Штеренбойм)
- Європейський, вулиця Кунцевича, 8 (власники — Захарія Лішнер, Хуна Лішнер)
- Париж, вулиця Понятовського, 19 (власник — У.Лішнер)

Діючий:
- Волинь (власники: Мазій Оксана Миколаївна — до 2022, ТОВ «Людмир» — з 2022 р.)

## Освіта

### Історичні навчальні заклади
- Коедукаційна гімназія з польською мовою викладання д-ра Марека Старера — приватний навчальний заклад. Заснована у 1923 р. У першій рік роботи працювало тільки 4 класи. У наступні роки був уже повний курс із 7 класів. У 1927/1928 навчальному році у гімназії навчалось 162 учні.
- Володимирська гімназія — відкрита 1 липня 1910 р. Розташовувалась на другому поверсі двокласного міського училища у кімнатах колишнього жіночого відділення. У 1913/1914 н.р. існувало 4 класи, у яких навчалось 124 дитини. Директор — Анатолій Іванович Лісєвіч (кавалер ордену св. Станіслава 2 ступеня). Серед викладачів працював Демʼян Герштанський[68].
- Володимирська приватна жіноча гімназія Олени Біньковської — створена 15 червня 1910 р. на базі навчального закладу 1-го розряду. Існувало 7 класів. У 1912/1913 н.р. у школі навчалися 134 учениці. Плата за навчання становила від 35 до 50 рублів за півріччя. Головою педагогічної ради був Анатолій Іванович Лісєвіч. Начальниця — Олена Іванівна Біньковська. У 1915 р. у звʼязку з Першою світовою війною евакуйована до Києва. У вересні 1917 р. ліквідована постановою Тимчасового уряду[68].
- Володимирське міське двокласне училище — відкрите 30 вересня 1869 р. У 1912/1913 н.р. навчалось 342 дитини. Плата — 6 рублів на рік. Штатний наглядач — Веніамін Звойницький[68].
- «Народний університет» — відкрився у середині грудня 1919 року[69].

### Діючі навчальні заклади
У Володимирі працюють 5 загальноосвітних шкіл (з них одна гімназія), ліцей, школа-інтернат для дітей з вадами слуху, та школа-інтернат для дітей-сиріт і дітей, позбавлених батьківського піклування, музична, художня, спортивна дитячі школи та центр позашкільної освіти. 1916 р. — відкрито 1-шу українську народну школу українськими січовими стрільцями.
- ВКНЗ «Володимир-Волинський педагогічний коледж ім. А. Ю. Кримського» — вул. Устилузька, 42[70]
- Агротехнічний коледж — вул. Генерала Шухевича, 27
- Філія університету «Львівська політехніка» — вул. Луцька, 233
- Центр професійної освіти — вул. Данила Галицького, 10
- НВК «ЗОШ I—III ступенів № 3 — ліцей» — вул. Ковельська,111[71]
- Володимир-Волинська дитяча музична школа — вул. Соборна,4[72]
- Володимир Волинська ЗОШ № 5 вул. Луцька 241
- Володимир-Волинська гімназія ім. О. Цинкаловського — вул. 20 липня, 21
- Володимир-Волинська ЗОШ № 1 — вул. Степана Бандери, 8

## Культура

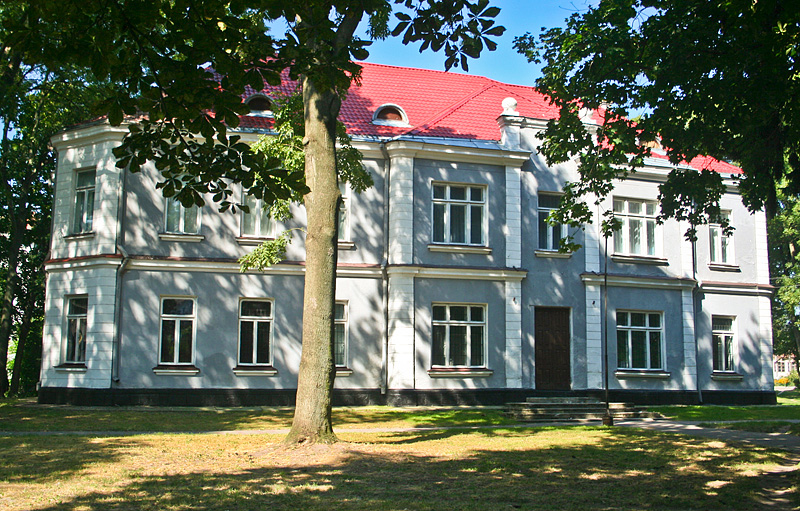
Володимирський історичний музей

### Музеї
У місті з 1887 року діє Володимирський історичний музей: тоді в місті задля збереження та вивчення пам'яток старовини володимирська громадськість організувала Давньосховище. В музеї зберігається понад 18000 експонатів.

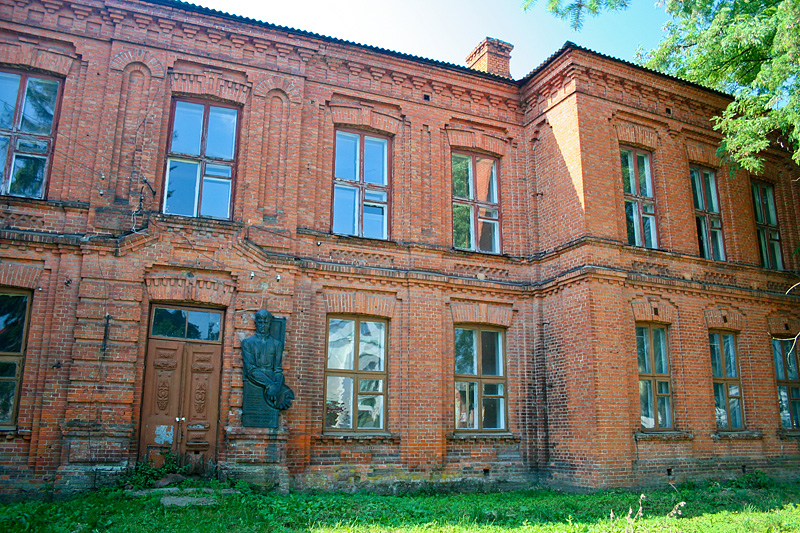
Будинок цегляного стилю на вулиці Драгоманова

З 1 січня 2003 року у Володимирі функціонує Державний історико-культурний заповідник «Стародавній Володимир», який є культурно-просвітницьким, науково-дослідним закладом, що здійснює на відведеній йому території її наукове дослідження, охорону пам'яток культурної спадщини, популяризацію знань про них, забезпечує належне використання їх та реставрацію. У 2004 році було розроблено та затверджено генеральний план розвитку заповідника, яким визначено основні напрямки роботи на найближчий період часу. Територія заповідника становить 14,5 га. До його складу входять 6 пам'яток національного значення і 19 — місцевого.

### Культурно-мистецький центр (КМЦ)
У КМЦ працюють такі творчі колективи: фольклорний колектив «Журавка», народні ансамблі «Володимирські музики» та «Розмай»; молодіжний артклуб рокової музики (гурти «Ледь живі», «Інші»), клуб бардівської пісні «Передзвін». У мистецькій галереї, що працює у КМЦ, до уваги жителів та гостей міста постійно працюють персональні, загальні та колективні виставки митців міста та регіону.
Традиційним до Дня міста (28 липня) стало театралізоване дійство «Володимирський узвіз», у якому активну участь беруть всі працівники і артисти художньої самодіяльності культурно-мистецького центру.

### Бібліотеки
- Бібліотека свято-Володимирського братства (?-1913-?)
- Бібліотека Хани Вугенштейн (?-1913-?)
- Бібліотека при Благородному Зібранні (?-1913-?)
- Бібліотека при Цивільному Зібранні (?-1913-?)
- Бібліотека Польської Мацєжи Шкільної (1924—1939?)
- Бібліотека працівників поліції (1923—1939)
- Бібліотека в'язниці (?-?)
- Бібліотека дружини харцерів ім. Станіслава Чарнецького (1928—1939?)
- Бібліотека Російського товариство доброчинності, вул. Коперніка, 10 (1926-?)
- Бібліотека сіоністичної організації «Менделі», вул. Фарна, 22 (1920-?)
- Єврейська бібліотека імені Шолом-Алейхема, вул. Старолуцька, 26 (1926-?)
- Бібліотека товариства «Тарбут», вул.17 березня, 8 (?-?)[74]
- Центральна повітова бібліотека (1938-?)[75]
- Володимир-Волинська міська бібліотека для дітей (вул. Генерала Шухевича, 67)
- Володимир-Волинська міська бібліотека для дорослих (вул. Луцька, 105/2)[76]
- Володимир-Волинська центральна районна бібліотека (вул. Коперніка, 3)

## Спорт
18 червня 2012 року у Володимирі-Волинському відбулося відкриття нового сучасного спортивного комплексу. Ще у 1983 році було закладено фундамент цієї будівлі, а далі майже на 20 років, у зв'язку з нестачею коштів, будівництво було законсервовано. І лише в 2004 році було продовжено роботи. Будувався комплекс за рахунок коштів з державного, обласного і міського бюджетів, а це — 4 мільйони 706 тисяч гривень.
Станом на 2012 рік до занять у міських ДЮСШ та спортивних клубах залучено 1254 учнів, що становить 29,2 % (у 2011 році 1337 учнів і 31,5 % відповідно).

### Спортивні організації
- Комітет по фізичній культурі та спорту міськвиконкому (вул. Драгоманова, 22)
- Дитячо-юнацька спортивна школа відділу освіти (вул. Котляревського, 1; вул. Драгоманова, 20). Діють відділення футболу, волейболу, баскетболу, легкої атлетики, настільного тенісу, художньої гімнастики, спортивного танцю.
- Спеціалізована дитячо-юнацька спортивна школа для дітей сиріт (вул. Берегового, 1). Діють відділення футболу, баскетболу, боксу, легкої атлетики.
- Міська рада фізкультурно-спортивного товариства «Спартак», ДЮСШ «Спартак» (вул. Драгоманова, 20). Діють відділення футболу, боксу, вільної боротьби, боротьби дзюдо, шахів.
- Міський центр фізичного здоров'я населення «Спорт для всіх» (вул. Драгоманова, 20). Структурні підрозділи центру:
  - стадіон «Олімп»
  - плавальний 25-метровий басейн
  - спортивний комплекс
- Спортивно-оздоровчий клуб «Любарт» (вул. Сагайдачного, 7). Пропагують бокс, культуризм.
- Футбольний клуб «Володимир»
- Футбольний клуб «БРВ-ВІК»[80]
- Жіночий футбольний клуб «Ладомир»[81]
- Футбольний клуб «Аматори» (історичний, неіснуючий, адреса: вулиця Буткевича, 2)

Польський клуб спортовий (історичний неіснуючий, адреса: вулиця Катедральна, 5)

## Релігія

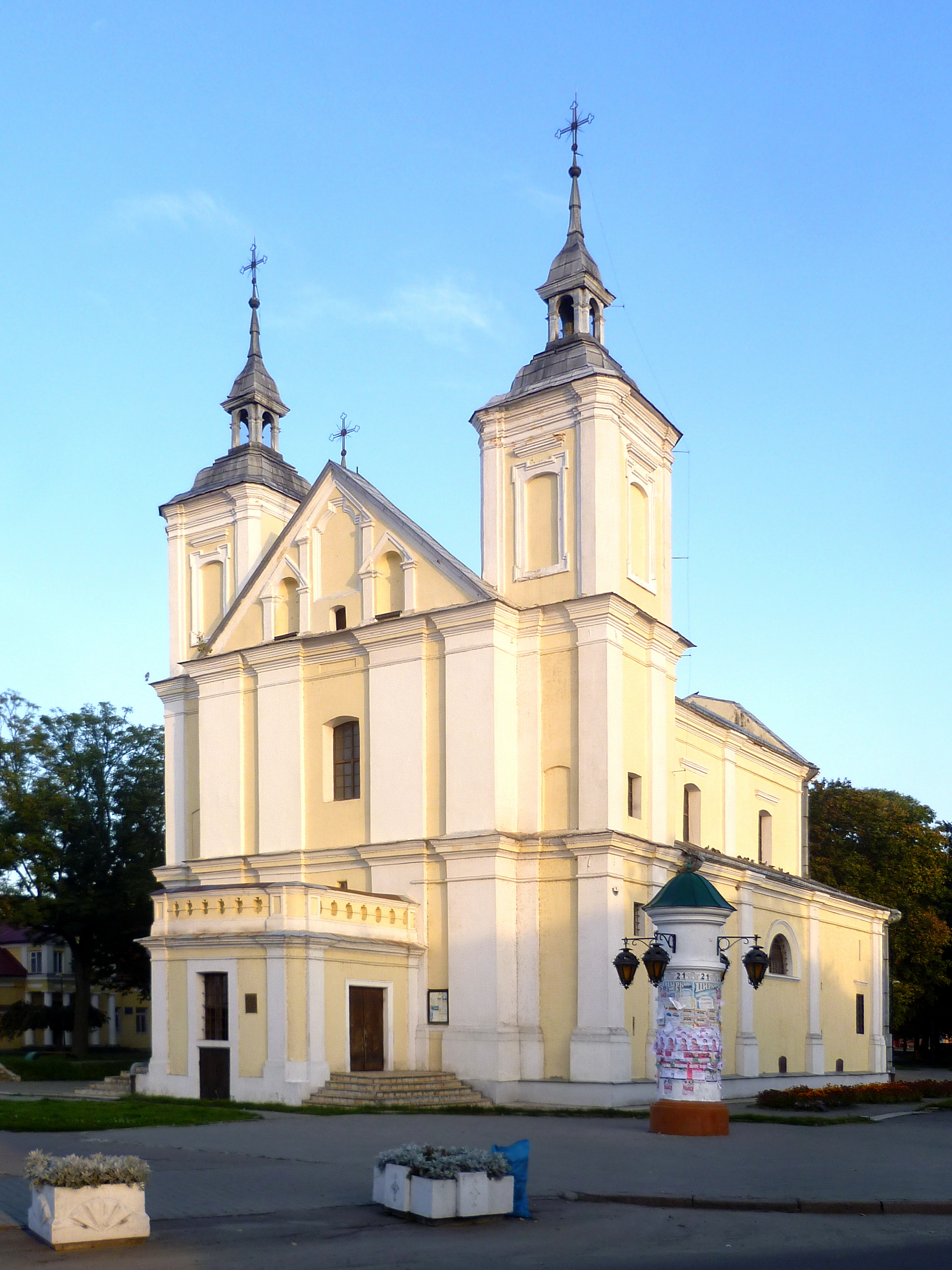
Костел святих Йоакима і Анни

### Релігійні організації
| № | Конфесія                                               | Кількість релігійних громад                                                                                              |
| 1 | Православна церква України                             | 6 (Василівська; Юріївська; Володимирська; Різдва Христового; Віри, Надії, Любові та Софії; цілителя Агапіта Печерського) |
| 2 | Українська православна церква (Московський патріархат) | 3 (Успенський собор, Миколаївська церква, каплиця Волинських святих)                                                     |
| 3 | Римо-католицька церква в Україні                       | 1 |
| 4 | Українська греко-католицька церква                     | 1 |
| 5 | Баптисти                                               | 1 |
| 6 | Євангелісти                                            | 1 |
| 7 | Адвентисти сьомого дня                                 | 1 |
| 8 | Свідки Єгови                                           | 1 |

### Історичні (недіючі) парафії (громади)
Церква св. Олександра Нєвського 7-го гусарського Білоруського полку — похідна церква 7-го гусарського Білоруського полку, існувала з 1803 р. До лютого 1913 р. разом з полком перебувала у Володимирі-Волинському. Розташовувалась у кімнаті на третьому поверсі казарми інженерного відомства.

### Культові споруди

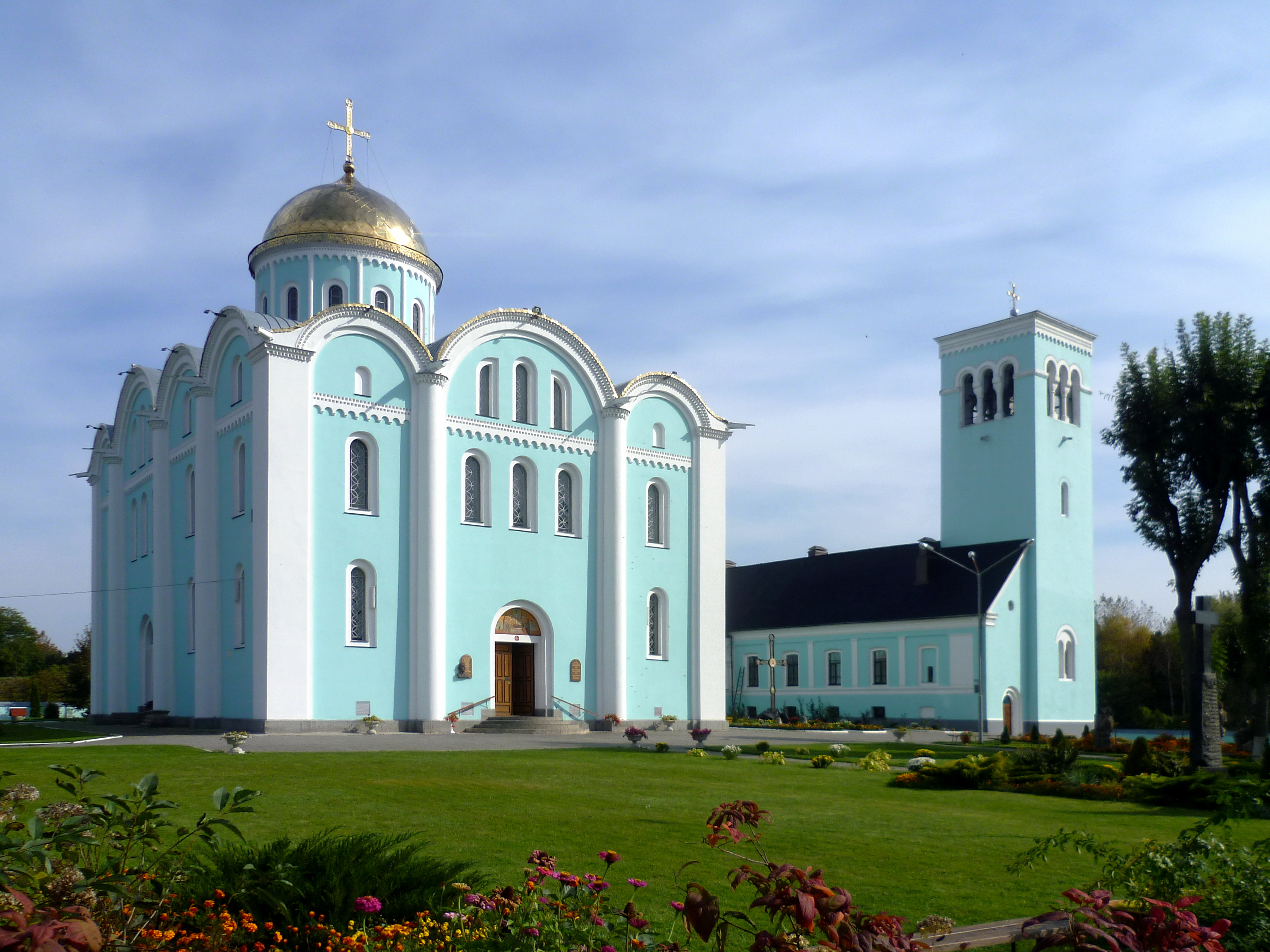
Успенський собор

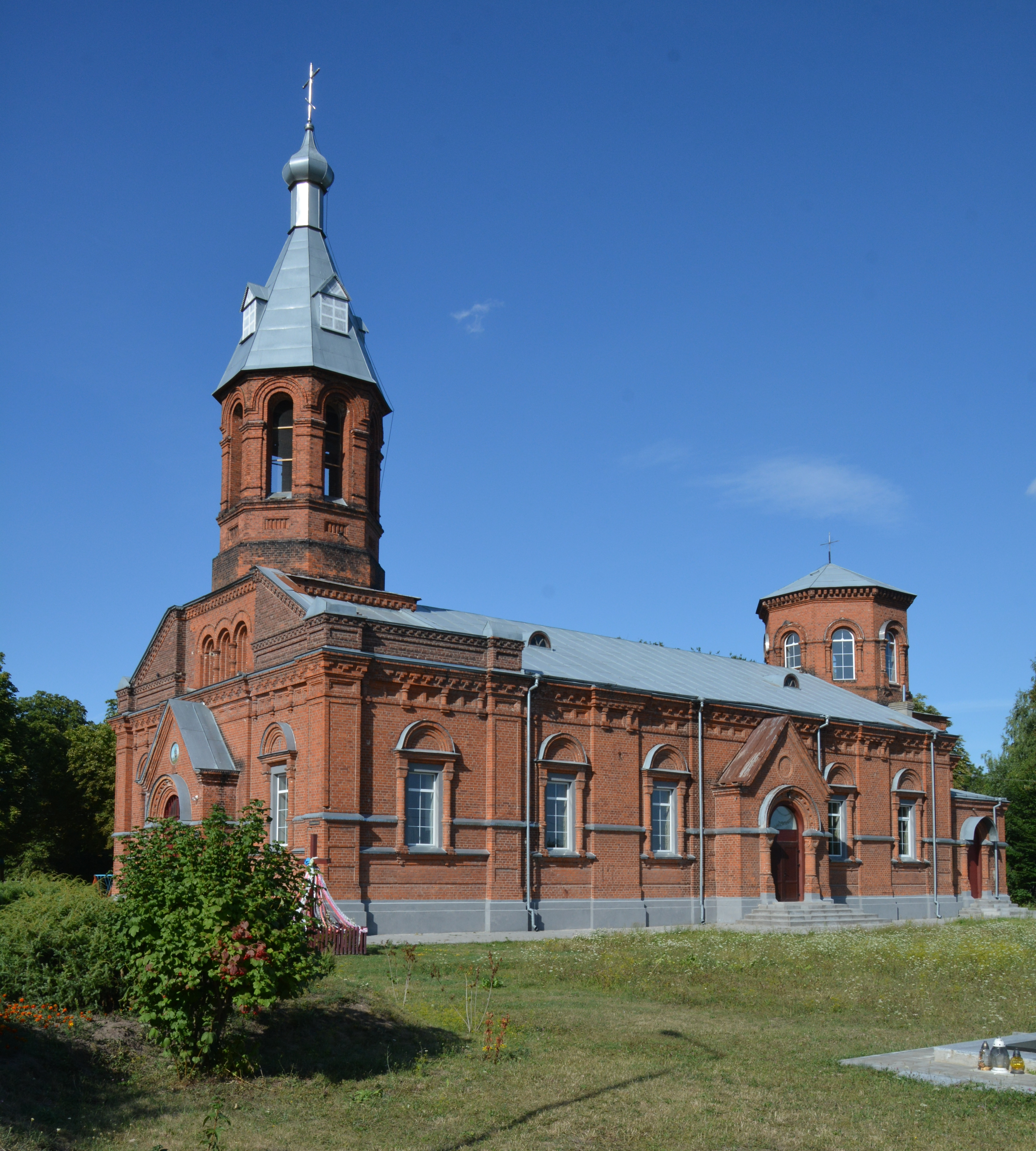
Церква святого Юрія Переможця

- Свято-Успенський кафедральний собор (УПЦ МП),
- Миколаївська церква (УПЦ МП),
- Кафедральний собор Різдва Христового (ПЦУ),
- Василівська церква (ПЦУ),
- Церква святого Володимира (ПЦУ),
- Церква святого Юрія Переможця (ПЦУ),
- храм Мучениць Віри, Надії, Любові та Софії ПЦУ (вересень 2016),
- Костел святих Йоакима і Анни (РКЦ),
- Церква святого Йосафата (УГКЦ),
- Володимирська каплиця,
- Молитовний будинок адвентистів сьомого дня

### Греко-католики

#### Відродження 1930-х рр.
Греко-католицька парафія у Володимирі відродилась 10 квітні 1934 р., коли у будинку колишнього православного священика Кіндрата Лавренчука, що перейшов на унію, священиком о. Бахтиловським з місії Редемптористів у Ковелі була відслужена служба. На цій урочистості були присутні близько 70 володимирян — вихідців з Галичини.

#### Період підпілля 1946—1989рр.
У 1945 р. до м. Володимира-Волинського переїжджає із Холмщини (Республіка Польща) сім'я майбутнього священика Івана Мельника (1915—1981 рр.). Відтоді, де-факто, розпочинається поступове Відродження Греко-Католицької Церкви, а в майбутньому і Василіянського Чину на Волині. Оселя Мельника стає і храмом, і монастирем.
Іван Мельник народився на Тернопільщині в с. Жизномир Бучацького р-ну. Освіту здобув у Бучацькій василіянській школі, дяківському училищі. Разом з ієром. Йосафатом Федориком, ЧСВВ, був скерований на подальші студії до Дрогобича та Львова. У 1935 р. переїздить на Холмщину в с. Городло, аби допомогти місцевим василіянам. Там знайомиться з майбутньою дружиною Марією Пастушак.
Іван Мельник тісно контактував з василіянськими священиками Юрієм та Ігнатієм Янтухами, Дем'яном Богуном та Йосафатом Федориком, які в 50-60 рр. час від часу приїздили до оселі Мельників для звершення богослужінь. Звично молитовні практики відбувалися уночі. Вікна пильно завішували, аби «пильне око КГБ часом не уздріло». На богослужіннях, окрім Мельників, були родини Козлюків, Хіляків та Петруків.
У 1964 р. Івана Мельника (лікаря за фахом, у 1973 р. захистив кандидатську дисертацію з медицини) рукоположив у священство єпископ Йосафат Федорик, ЧСВВ. До родини приїжджали ісповідники віри: згаданий владика Йосафат, а також єп. Павло Василик та майбутній блаженний УГКЦ — єп. Василій Величковський. З 1963 по 1991 рр. прихисток у помешканні Мельників знайшов подвижник Василіянського Чину — ієром. Маркіян Когут, який займався публіцистичною, перекладацькою та душпастирською діяльністю. Сюди навідувався майбутній отець, а згодом і єпископ Бучацький владика Іриней Білик, ЧСВВ, який студіював богослов'я в ієром. Маркіяна.

#### Відродження 1990-х рр.
Від моменту виходу УГКЦ із підпілля (1989 р.), ієром. Маркіян Когут відправляв панахиди на могилі українських патріотів убієнних біля колишньої тюрми 22 червня 1941 р., на могилі вояків, полеглих за волю України (міський цвинтар). Коли відродився монастир у Червонограді (Львівська обл.), ієром. Маркіян переїздить туди.
Після здобуття Україною Незалежності, у жовтні, 1992 року у Володимирі-Волинському засновано парафію Святого Йосафата, для духовного проводу якої було запрошено Отців Василіян. Сюди приїздили для відправи Літургій ієром. Теодозій Янків, ЧСВВ, ієром. Йосафат Воротняк, ЧСВВ та ієром. Василій Зінько, ЧСВВ. Храму ще не було, тому деякий час Літургії служили в римо-католицькому костелі свв. Йоакима й Анни.
У квітні, 1992 року першим настоятелем призначають ієром. Григорія Бардака, ЧСВВ, який формує парафію. З 12 липня 1992 р. здійснює «служби біля хреста» на місці храму св. Параскевії, парафіянином якого у минулому був св. Йосафат Кунцевич. На богослужіння приходило дедалі й більше осіб. Завдяки наполегливим клопотанням і старанням парафіян місцева влада виділяє будівлю лютеранської кірхи для використання її як храму. В серпні 1993 р. ієром. Григорій почав перетворювати кірху у храм для звершення богослужінь.
1 жовтня 1992 року Предстоятель УГКЦ Блаженніший Мирослав Іван (Любачівський) благословляє заснування і побудову монастиря і церкви Святого Йосафата. Жили отці переважно у родини Мельників. Допомагають василіянам активні парафіяни, яким не байдужа їхня рідна Церква. Біля витоків новітньої історії УГКЦ у Володимирі стояли родини: Мельників, Олексюків, родина Васьків. Великий внесок вклали: Марія Комашко, Євфросинія Петрук, Олександра Паращак, Юрій Хіляк, Микола Паньків, Стефанія Комарницька, родина Грабовських, Ганна Марчак і Стефанія Муха, регент Оксана Смаль, Марія Левковська та Борис Сокол, Розалія Стрільчук, Семен та Поліна Васильків, Тетяна Прокопіщак та Ярослава Кузмір, Марія Тулучкевич, Микола Голеновський і ще багато інших.
23 вересня 1996 р. Блаженніший Любомир (Гузар) дав своє благословення на існування монастиря. Ця дата цілком може бути завершальною у етапі становлення та відродження Володимирської греко-католицької парафії.

### Адвентисти сьомого дня

#### Поява адвентистів у Володимирі
Першою Адвентистською родиною у Володимирі була сім'я Савчуків. Вони прийняли адвентизм в Росії, а з 1926 року проживали у селі Новосілки, де і проходили перші молитовні служіння.
Згодом до Володимира приїхав Кюн, німець за походженням, зі своєю родиною. Він був власником фірми з виробництва надмогильних памʼяток. На цих памʼятниках часто зображували Ісуса Христа, Ангелів, Марії та різних святих. Це протирічило засадам адвентизму. Тому членами адвентистської громади була його родина, але не він сам.
Також у цей час до громади приєднується німецька родина Марквартів. В 1927 церква нараховує 14 членів церкви. У 1932 році членство у громаді становить 19 чоловік.
У сер. 1930-х років у Володимир переїджає сім'я активних адвентистів І. Татара. Його дружина починає очолювати роботу благодійного відділу «Тавіти».
У міжвоєнні роки серед членів церкви була популярною місіонерська програма під назвою «Подячна праця». На кожного члена церкви припадала певна кількість журналів та газет, які вони розповсюджували серед своїх друзів та родичів. До цієї роботи залучались не тільки молоді та похилого віку особи, але і діти.

#### Володимирські адвентисти у роки Другої світової війни
У вересні 1939 року Володимир був окупований Радянським союзом. За угодою між Сталіним та Гітлером, усі адвентисти німецького походження, як пастори так і члени церкви, були вимушені емігрувати на свою історичну батьківщину.
Залишились адвентисти-українці та поляки. Однак, вони зазнавали переслідувань від радянської влади.
Нацистський режим лояльно ставився до адвентистів. Тому володимирська громада у 1941—1944 рр. діяла та активно розвивалась.
Після повторного приходу радянської влади, громада адвентистів опинилась у кризі. У місті проживало менше 20 прихожан. Тож вони відвідували богослужіння у с. Мишів.
З часом стали проводити підпільні богослужіння і у Володимирі-Волинському. За кафедрою проповідували: Палига Іван, Шульгат Федір, Пукало Антон та Вознюк Іван.
Тоді в громаді не було рукопокладеного пресвітера, а тим паче пастора, тому один раз в квартал на обряд євхаристії їздили у громаду Мишів.
В 1956 році було знято з реєстрації громаду села Мишів, тому група адвентистів з Володимира почала регулярно проводити свої підпільні богослужіння по домах.
В 1967 році зусиллями громад Володимир та Мишів був організований струнний оркестр, який зі своїми виступами відвідав багато громад.
1970-ті роки, для церкви Володимира, принесли багато приємних перемін. Насамперед підросла молодь, яка всупереч впливу атеїстичної ідеології не втратила віри, а залишилася вірною своїм переконанням, втрачаючи багато переваг і можливостей, які пропонувало Радянське суспільство — освіта, посади. Молодь, всупереч усім заборонам, бажала щось робити для церкви та людей.
У 1990 році члени громади Володимира-Волинського, які проживали у місті Нововолинську, утворили нову громаду у своєму місті.

#### Громада після 1991 року
Починаючи з 1992 року, церква отримує дозвіл проводити євангельські заходи у громадських місцях. Перша програма «3х12х3» була проведена в римо-католицькому костелі. Лекції відвідувало багато зацікавлених людей.
Це викликало обурення серед католицького духовенства. Вони звернулись зі скаргою на адвентистів у міську Раду із звинуваченням про занечищення ними храму. Надалі євангельські програми адвентисти проводили в будинку культури.
На початку 1995 року громада Володимира нараховувала 55 членів церкви.

#### Молитовні будинки
Біблійні лекції громада спочатку проводила в орендованому приміщенні по вулиці Ковельській, а згодом у будинку родини Маркварта, пізніше — в домі Ольги Перлінської, інших членів церкви.
На прохання прихожан, у 1976 році влада надала офіційний дозвіл проводити молитовні служіння у домі Євангельських християн баптистів, який знаходився по вулиці Чапаєва (тепер — Гайдамацька). У 1977 році після наполегливих прохань обох протестантських церков, державою був наданий дозвіл будувати спільний молитовний будинок по вулиці Раскової, 8.
10 травня 1980 року церква адвентистів освятила молитовний будинок, у якому вони проводили служіння до кінця 2000 року.
Наступною важливою подією для громади стало отримання у 1994 році офіційного дозволу на будівництво молитовного будинку по вулиці Генерала Шухевича, 87. У цьому ж році був закладений фундамент нової церкви.
Освячено молитовний будинок у жовтні 2004 р.

#### Пастори
- Антоній Невядомський (1897—1983) 1927—1930
- П.Поліщук 1930-?
- Еміль Гайдик (1902—1993) ?-1935-?
- Петро Лукіч Бурило 1956-?
- Анатолій Якович Плотніков 1979—1989
- Новак Олексій Оверкович 1989—1995
- Ватаман Юрій Васильович 1995—2000
- Руслан Бабій 2000—2001
- Молагін Васе Фентович 2001—2003
- Горбачевський Петро 2003-?[86]

### Християни віри євангельської (пʼятидесятники)
Першими пʼятидесятниками у Володимирі були переселенці з с. Рудка Грубешівського повіту. Вони переїхали до міста у 1943 р. Це були Агафія та Христина Гринь, Віра Пелех, Ганна та Віктор Заяці.
Пізніше громада поповнилась іншими переселенцями.
Першим новонаверненим до пʼятидесятництва мешканцем Володимира-Волинського став Никифор Залуцький. У квітні 1951 родину Залуцького Никифора вивезли до Сибіру (в Іркутську обл.)
Релігійні відправи здійснювались у приватних помешканнях та у церкві баптистів. У 1959 р. стався розкол між баптистами та пʼятидесятниками. Відтоді пʼятидесятники збирались окремо.
У 1982 році через наполягання уповноваженого у справах релігії по Волинській області В'ячеслава Маслоша, у домі Івана Денисюка відбулася його зустріч з членами церкви. На зустрічі був присутній також місцевий чиновник у справах релігій Микола Селецький. Питання стояло в ультимативній формі: або п'ятидесятники проводять зібрання у домі молитви баптистів (вул. Раскової, 8), або, за словами представників влади, «будуть використані силові структури для недопущення підпільних зібрань». З другого боку влада тиснула на керівництво баптистської церкви на чолі з Іваном Новосадом, попередивши, щоб не чинили перешкод для зібрань п'ятидесятницької церкви.
Рішення про вхід у дім молитви баптистів було прийняте 12 квітня 1982 року на членському богослужіння, яке відбувалося в домі Івана Корця. Баптисти з розумінням поставилися до цієї ситуації і прийняли, надавши час для богослужінь: Можливість будівництва власного дому молитви громада наприкінці 1980-х років.
31 травня 1990 року на членському зібранні, де були присутні 209 членів, головуючим Степан Веремчук, секретарем Микола Чилей, було вирішено три питання. Перше: подавати документи для автономної реєстрації (що було зроблено Іваном Денисюком та Іваном Корцем). Друге: прийняте рішення щодо будівництва дому молитви. Третє: офіційно підтвердити пресвітерське служіння Івана Івановича Денисюка (для визнання його служіння органами влади).
Цього ж року була придбана ділянка для будівництва по вулиці Незалежності, 54 і розпочата підготовка до будівництва. У вересні 1990 року закладений фундамент майбутнього приміщення. В середині 90-х років стався стрімкий ріст церкви. Незважаючи на масову еміграцію, церква збільшувалася. Рекордним став 1996 рік: тоді хрещення приймало 49 чоловік. Більше того: силами церкви, з участю служителів та проповідників проводилися регулярні богослужіння в навколишніх селах. Як наслідок сьогодні там є самостійні церкви. Це: Крать (Турійський район, пресвітер Самуїл Трофимук, зараз служіння продовжує його син Сергій Трофимук), Замости (Турійський район, пресвітер Петро Сідловський, диякон Сергій Амелін) Туричани (Турійський район, пресвітер Віктор Трофимук, помічник Юрій Зінкевич). В селі Мокрець (Турійський район) церква була заснована Церквою Святої Трійці м. Нововолинськ.

## Інфраструктура

### Медицина
Польовий шпиталь № 1 фундації польських рільників Кутновського повіту — створений 1 березня 1919 року, весь час перебував на Східному фронті (протибільшовицькому та протиукраїнському). З 26 травня до 26 червня 1919 року перебував у Володимирі-Волинському. За цей час у ньому лікувалось 169 хворих.
У Володимирі працюють такі медичні заклади:
- Володимирське територіальне медичне об'єднання (вул. Павлова, 20),
- Володимир-Волинська станція переливання крові (вул. Наливайка, 18),
- Володимир-Волинська районна стоматологічна поліклініка (вул. Драгоманова, 41),
- 9 аптек,
- магазин «Оптика».

Також у місті є Володимир-Волинська районна організація Товариства Червоного Хреста України (вул. Павлова, 20).

### Пошта, зв'язок та банківська справа
Головним оператором надання населенню поштових послуг у місті є філія національного оператора підприємства УДППЗ «Укрпошта».
Основний та єдиний оператор фіксованого зв'язку — ВАТ «Укртелеком». Код міста +380-3342.
Послуги стільникового зв'язку тут надають такі оператори, як Київстар, Vodafone та Lifecell.
Доступ до Інтернету забезпечують провайдери «Ланет», «Укртелеком» та «Інтертелеком».
Банківська сфера міста представлена такими філіями та відділеннями: Ощадбанк, ПриватБанк, Укргазбанк, ПУМБ.

### Транспорт
Через місто проходять: автошлях Т 0302 Піща — Кременець, автошлях Р15 Ковель — Жовква, автошлях Н22 Устилуг — Луцьк — Рівне.
Шлях від облцентру Луцька проходить автотрасою Н22.
У місті працює автостанція, через яку автобусами та маршрутними таксі здійснюються перевезення Володимирським районом, Волинською областю та Україною.
В даному населеному пункті знаходиться залізнична станція «Володимир».
Міський громадський транспорт представлений системою маршрутних таксі.

## Засоби масової інформації
Видаються газети «Слово Правди», «Місто вечірнє», «Володимирський експрес» та «Рідне місто».
Місцеве телемовлення здійснює телеканал «АТМ Володимир»

## Пам'ятники та пам'ятні дошки

### Існуючі
- Данилу Галицькому
- Пам'ятник Данилу і Васильку Романовичам
- Меморіал Слави
- Княжа алея
- Пам'ятник в'язням гетто
- Героям ОУН-УПА
- Воїнам-афганцям
- Тарасу Шевченку
- Меморіальний комплекс «Жертвам фашизму»

### Ліквідовані
- Леніну (на центральній площі міста; відкритий 20 липня 1947 року, дата знесення — невідома)
- Леніну (у сквері між вулицями Луцька, Данила Галицького та Жовтнева; встановлений 22 квітня 1966 року, знесений на початку 1990-х рр.)
- Сталіну (встановлений у 1940 році, пошкоджений у 1941 році)
- Гагаріну
- листоноші (бронза; стояв у сквері на перехресті вулиць Ковельської та Сагайдачного; знесений у 1990-х рр.; деякий час зберігався на складі поштового відділення, приблизно у 1999 році перевезений до Луцька[97])
- Володі Ульянову
- Прикордонникам
- радянським танкістам

### Меморіяльні дошки
- Памʼятна табличка на місці розстрілу жертв НКВС
- Меморіяльна дошка Арсену Річицькому
- Меморіяльна дошка Небесній Сотні
- Меморіяльні дошки загиблим учасникам АТО на будівлі ліцею № 3

#### Колишні
- барельєф художнику — монументалісту Миколі Андрійовичу Рокицькому
- штабу 90-го прикордонного загону (встановлена у 1988 р. на вежі колишнього домініканського монастиря, демонтована у 2017 р., передана до Волинського регіонального музею українського війська та військової техніки)

## Населення
Протягом своєї тисячолітньої історії, Володимир завжди був багатонаціональним та багатокультурним містом.

### Динаміка чисельності населення
| Динаміка чисельності населення Володимира | Динаміка чисельності населення Володимира | Динаміка чисельності населення Володимира | Динаміка чисельності населення Володимира | Динаміка чисельності населення Володимира | Динаміка чисельності населення Володимира | Динаміка чисельності населення Володимира | Динаміка чисельності населення Володимира | Динаміка чисельності населення Володимира | Динаміка чисельності населення Володимира | Динаміка чисельності населення Володимира |        |
| Рік                                       | 1897                                      | 1921                                      | 1931                                      | 1939                                      | 1943                                      | 1959                                      | 1970                                      | 1979                                      | 1989                                      | 2001                                      | 2009   |
| ----------------------------------------- | ----------------------------------------- | ----------------------------------------- | ----------------------------------------- | ----------------------------------------- | ----------------------------------------- | ----------------------------------------- | ----------------------------------------- | ----------------------------------------- | ----------------------------------------- | ----------------------------------------- | ------ |
| Кількість                                 | 9.883                                     | нема даних                                | 24.591                                    | 26.800                                    | 8628                                      | 20.928                                    | 28.412                                    | 33.777                                    | 38.263                                    | 38.256                                    | 38.402 |

Станом на 1 січня 2012 року в місті проживає 38,8 тис. осіб.

### Перепис 1897 року
За даними перепису 1897 року, населення Володимира становило 9883 мешканця, зокрема 5869 євреїв (59,38 %), 2874 православних (29,08 %), 977 католиків (9,89 %).

### Дані 1911 року
За даними 1911 року, міське населення становило 15621 мешканця, з них 7060 євреїв (45,2 %), 6610 православних (42,31 %), 1901 католиків (12,17 %).

### Перепис 1931 року
| Релігійний склад населення міста за переписом 1931 р. | Релігійний склад населення міста за переписом 1931 р. | Релігійний склад населення міста за переписом 1931 р. | Релігійний склад населення міста за переписом 1931 р. | Релігійний склад населення міста за переписом 1931 р. |
| Релігія                                               | Юдеї                                                  | Римо-католики                                         | Православні                                           | інші                                                  |
| ----------------------------------------------------- | ----------------------------------------------------- | ----------------------------------------------------- | ----------------------------------------------------- | ----------------------------------------------------- |
| К-сть в тис. осіб (у %)                               | 10.665 (43.4 %)                                       | 8.828 (35.9 %)                                        | 4.588 (18.6 %)                                        | 508 (2.1 %)                                           |

| Мовний склад населення міста за переписом 1931 р. | Мовний склад населення міста за переписом 1931 р. | Мовний склад населення міста за переписом 1931 р. | Мовний склад населення міста за переписом 1931 р. | Мовний склад населення міста за переписом 1931 р. | Мовний склад населення міста за переписом 1931 р. |
| Рідна мова                                        | Їдиш та іврит                                     | Польська                                          | Українська                                        | Російська                                         | Інші                                              |
| ------------------------------------------------- | ------------------------------------------------- | ------------------------------------------------- | ------------------------------------------------- | ------------------------------------------------- | ------------------------------------------------- |
| К-сть в тис. осіб (у %)                           | 10.611 (43.1 %)                                   | 9.616 (39.1 %)                                    | 3.408 (13.9 %)                                    | 724 (2.9 %)                                       | 215 (0.9 %)                                       |

### Перепис 2001 року

Пам'ятник Тарасові Шевченку

Згідно з даними останнього Всеукраїнського перепису населення (2001 рік) населення Володимира становило 38,3 тис. осіб; воно не змінилося порівняно з даними перепису 1989 року (38,3 тис. осіб).
Щодо статевого складу населення Володимира, то станом на 2001 рік у місті проживало 18,0 тис. чоловіків (47 %) та 20,3 тис. жінок (53 %). Порівняно з переписом 1989 року кількість чоловіків зменшилась, а жінок відповідно збільшилась на 0,5 %.

### Національний склад
Національний склад населення за даними перепису 2001 року:
| Національність  | Відсоток |
| --------------- | -------- |
| українці        | 93,89%   |
| росіяни         | 4,99%    |
| білоруси        | 0,49%    |
| поляки          | 0,16%    |
| інші/не вказали | 0,47%    |

### Мовний склад
Рідна мова населення за даними перепису 2001 року:
| Мова            | Чисельність, осіб | Відсоток |
| --------------- | ----------------- | -------- |
| Українська      | 35 889            | 94,49%   |
| Російська       | 1 957             | 5,15%    |
| Білоруська      | 56                | 0,15%    |
| Вірменська      | 18                | 0,05%    |
| Польська        | 14                | 0,04%    |
| Інші/Не вказали | 48                | 0,12%    |
| Разом           | 37 982            | 100%     |

### Єврейська громада

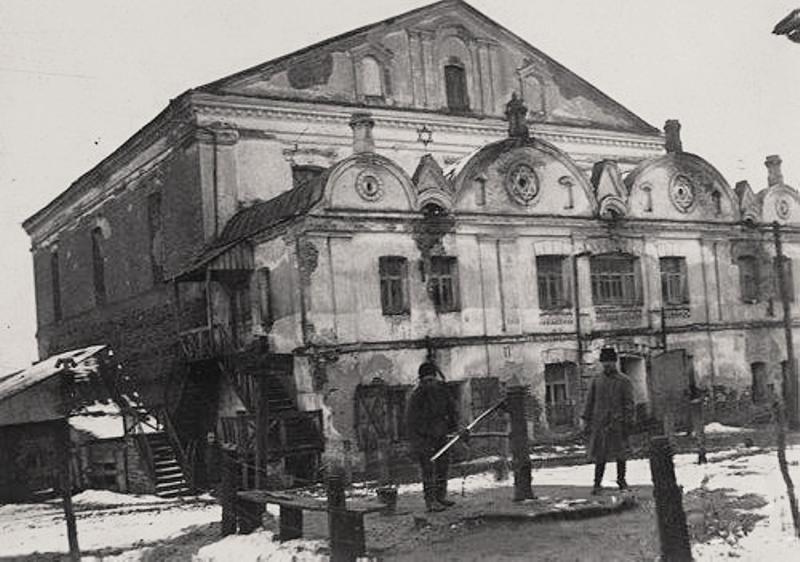
Такою була Велика синагога, зруйнована радянською владою після 2-ї світової війни

З 12-го століття місто є важливим єврейським центром. Більшість з них були купцями, які сприяли перетворенню міста в торговий центр між Сходом та Заходом Європи. Місто відвідували єврейські торговці з Німеччини. В архіві міста Стрлазонд збережені листи єврейських купців міста.
Найдавніша згадка про євреїв у Володимирі зафіксована у літописі та датована 1288 роком при описі смерті князя Володимира Васильковича.
Єврейська громада офіційно була заснована у 16 столітті. У 1527 році євреї вже виплачували місцевий податок. У 1552 році з 243 будинків навколо фортеці 22 були єврейськими.

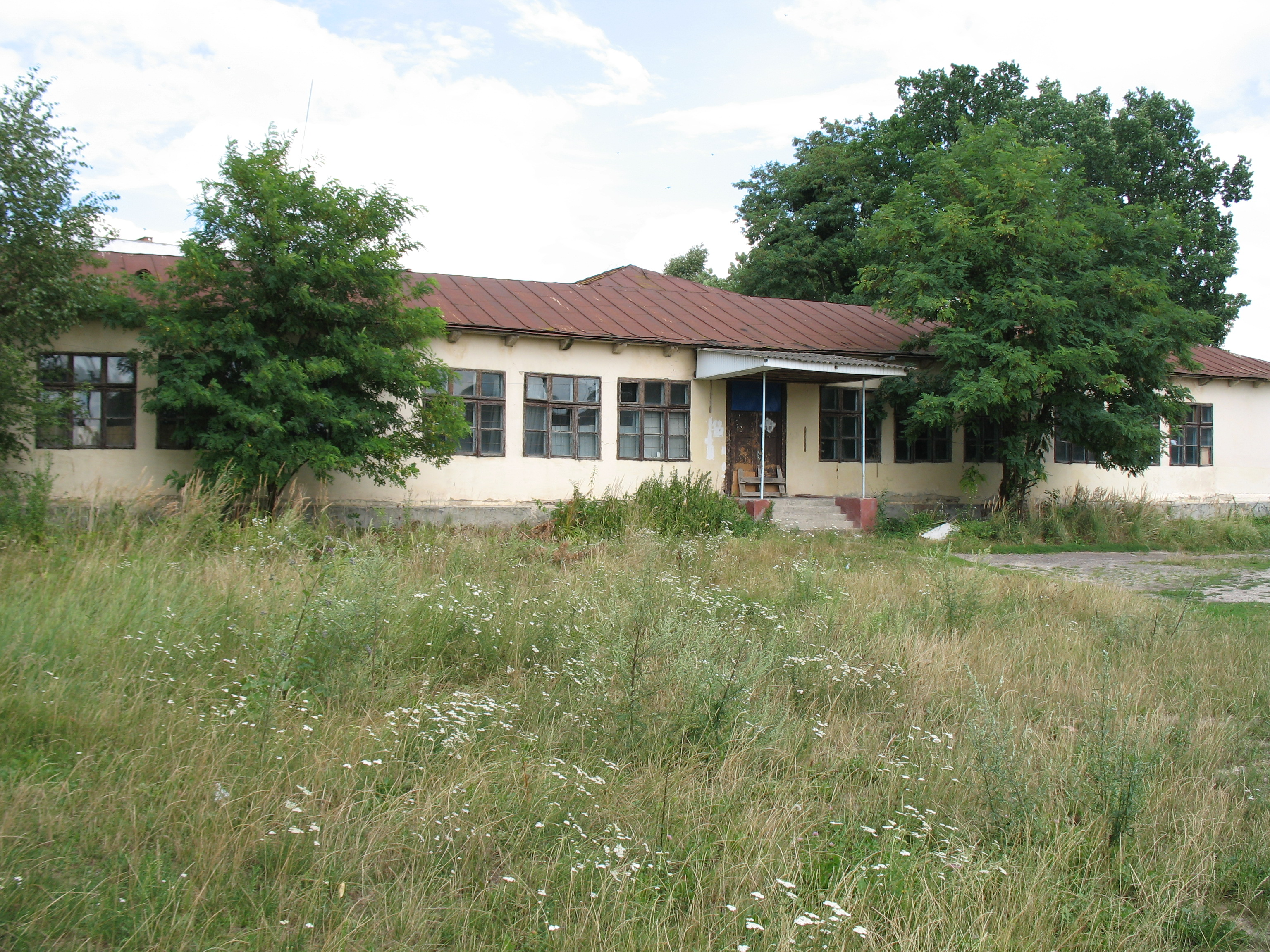
Школа Бейт-Яаков
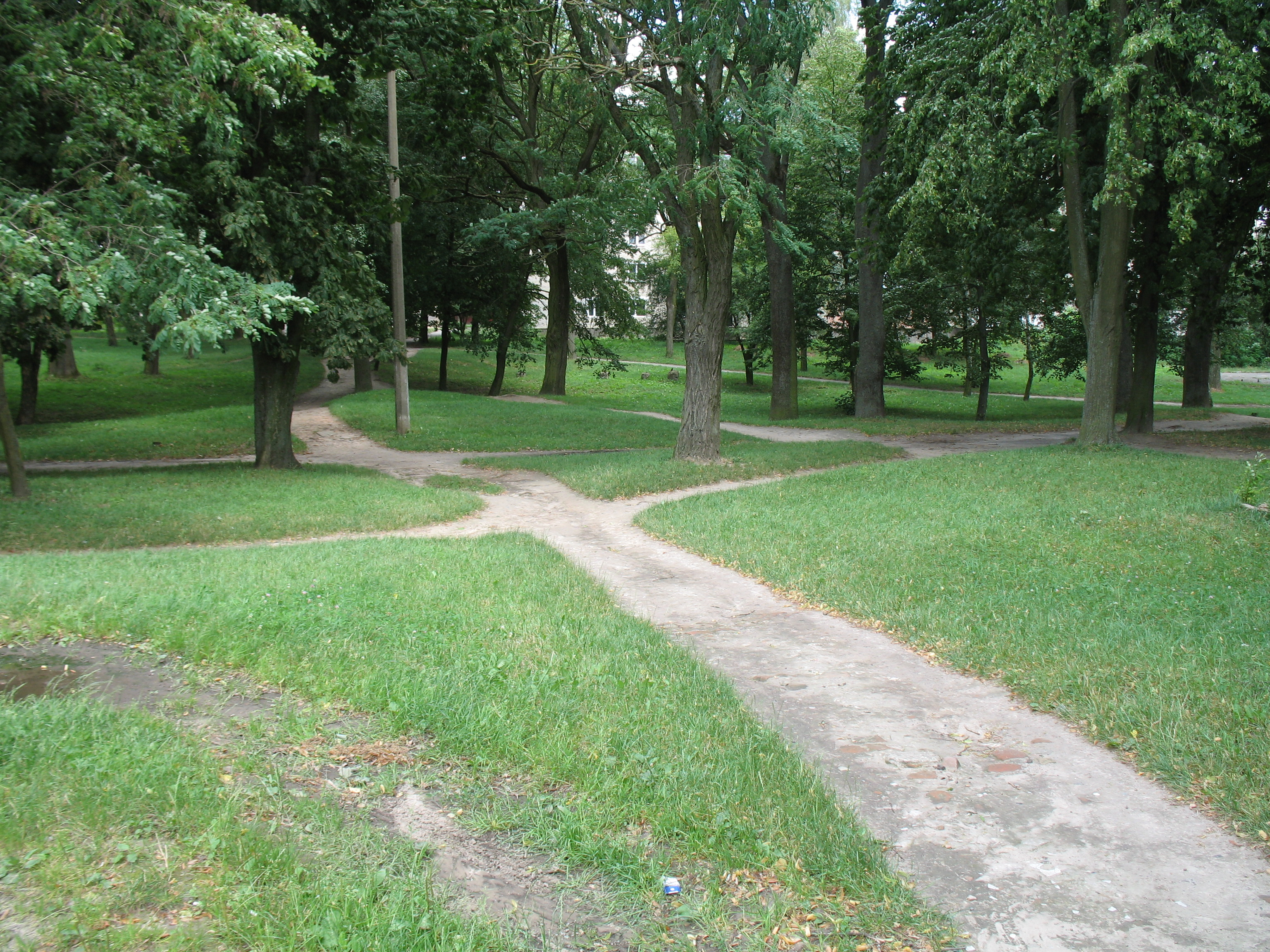
Парк на місці єврейського кладовища
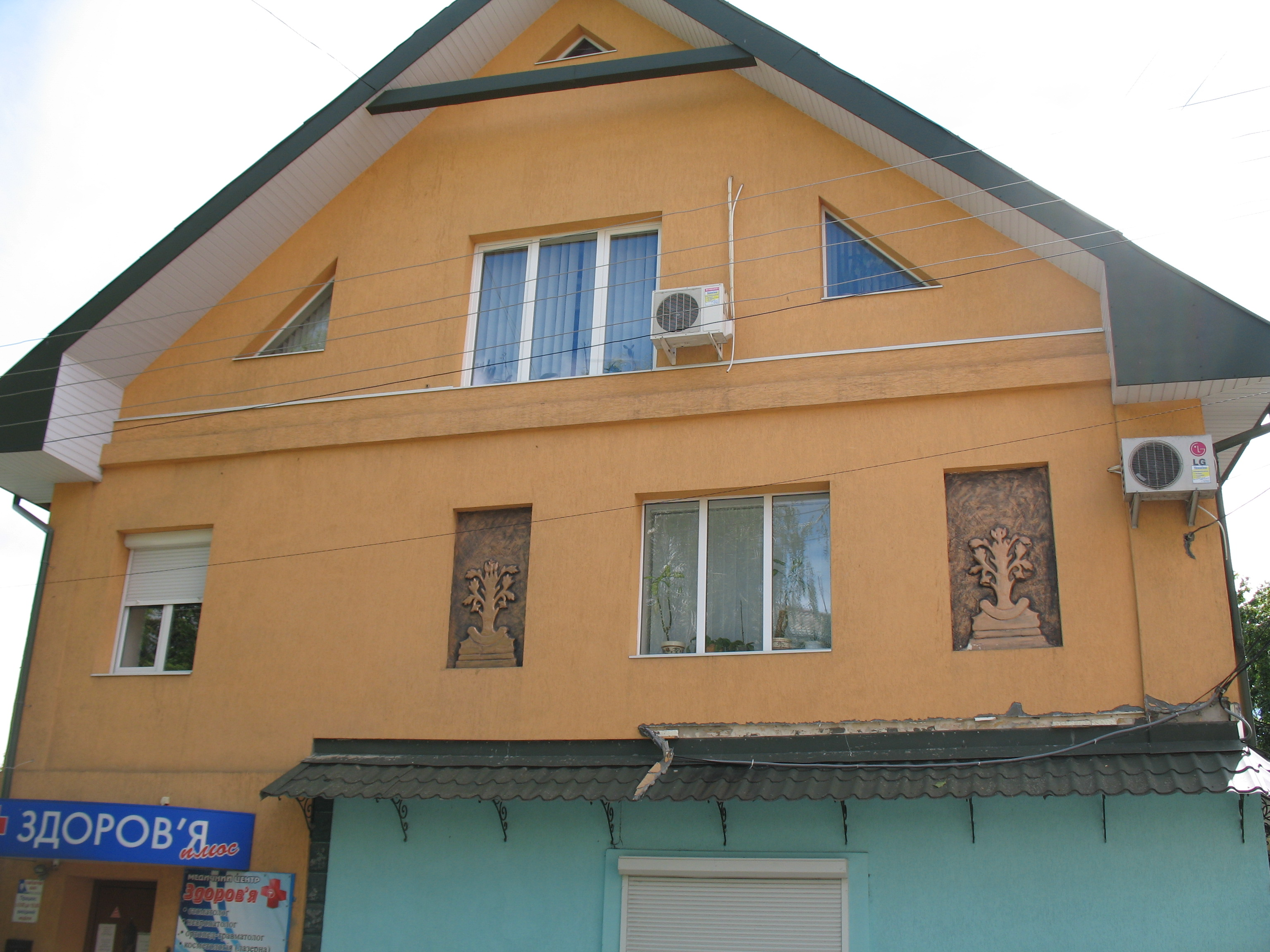
Будинок із зображенням символу Ец хаїм
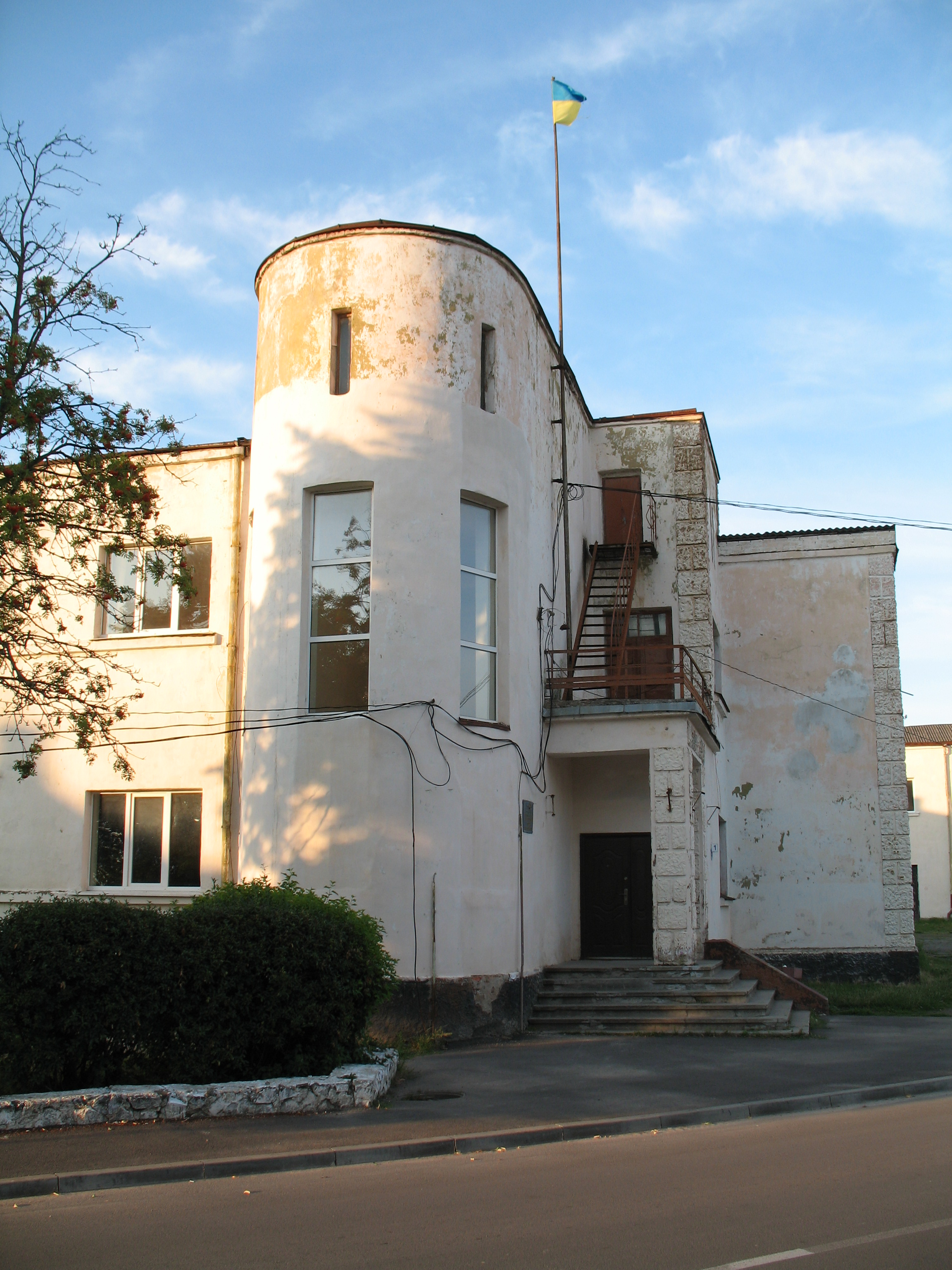
Польська школа (нині — аграрний коледж)

У 1649 році повстанці Богдана Хмельницького нібито убили «багато тисяч» євреїв у Володимирі. У місті залишилося лише 39 сімей. 

У 1861 році у місті налічувалося вже 6122 євреїв (близько 70 % населення) і 7 синагог. В 1897 році єврейське населення становило 59,3 %. Після створення незалежної Польщі на виборах у мерію 1929 року євреї здобули половину місць. У 1931 році 84 % з торгових підприємств належали євреям, існувало 3 школи з викладанням мовою іврит. У 1931 р. у Володимирі жило приблизно 11 тис. євреїв (44 % населення). У вересні 1939 р., коли Німеччина напала на Польщу, єврейське населення Володимира зросло до 25 тис. за рахунок біженців із західних районів Польщі. За часів радянського режиму єврейські школи було закрито, діяльність усіх єврейських партій було зупинено, а їхніх лідерів було негайно відправлено до Сибіру. В 1942 р. нацистською окупаційною владою було створене гетто, до якого зігнали євреїв міста а також навколишніх сіл. Майже всі вони були знищені нацистами за участю місцевої поліції протягом трьох «акцій» в 1942-43 рр. Розстріли відбувалися біля тюрми у валах древнього городища, на околиці с. П'ятидні (1942 р.) і с. Фалемичі (1943 р.).

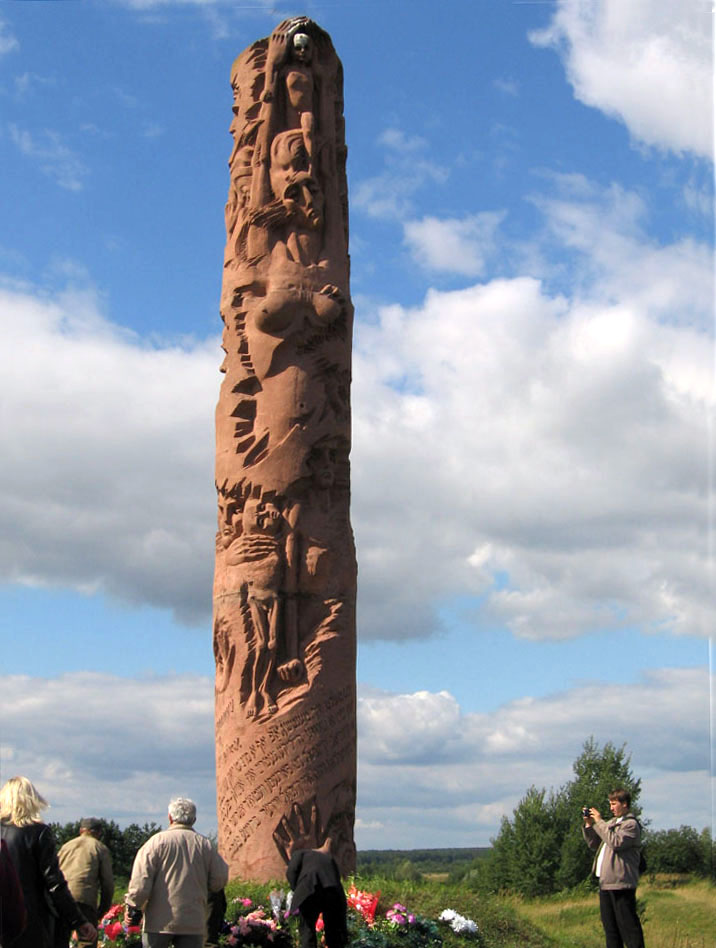
Село П'ятидні, Володимир-Волинський район. Монумент жертвам Голокосту.

7 липня 1941 року створено юденрат («єврейську раду»). Головами юденрату почергово були Яків Давид Моргенштерн, Вейлер (Венгер), Пасс, Лейб Кудиш.
13 квітня 1942 року — створення гетто
1 вересня 1942 року — початок першої «акції», у ході якої нацистами убито 18 тисяч євреїв
13 листопада 1942 року — початок другої «акції», знищено 1,5 тисячі євреїв
13 грудня 1943 року — повна ліквідація гетто
На місці розстрілу євреїв міста і району в с. П'ятидні в 1989 р. споруджено монумент.

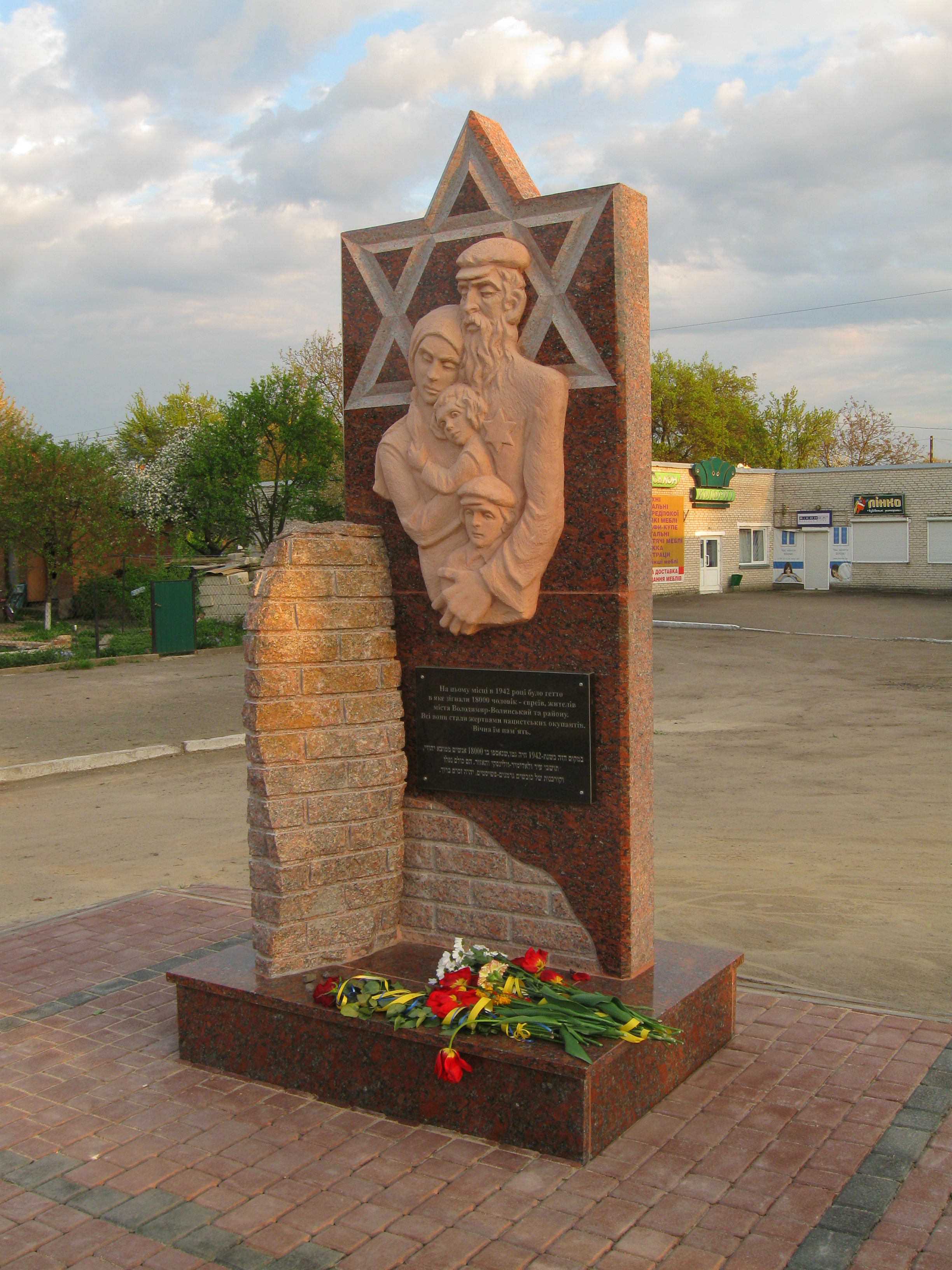
Монумент жертвам Голокосту на вул. Т. Шевченка.

На місці розташування гетто в 2014 р. на вул. Т. Шеченка встановлений пам'ятник.
Велика синагога

### Російська громада
Росіяни з'явились у місті наприкінці XVIII століття, коли Володимир увійшов до складу Російської імперії. Сюди направляли чиновників, військових, учителів, священників. Також конфісковані у поляків землі передавались землевласникам-росіянам. Так сформувалась російська громада у місті.
На початку Першої світової війни у 1914—1915 рр. майже усі етнічні росіяни виїхали з міста.
Частина з них повернулась у Володимир після захоплення регіону поляками. Разом із ними сюди приїхали деякі росіяни-утікачі від більшовицького режиму.
У міжвоєнний час у місті діяло відділення Російського благодійного товариства (вул. Коперника, 9) на чолі із А. Г. Нікітіним та Костянтином Городисським. При ньому діяла бібліотека.
З початком Другої світової війни місто захопила Червона армія. У місті різко збільшилась кількість росіян. Для них відкрили школи з російською мовою навчання. Російська громада була основою для нової радянської влади.
З 1944 року розпочалась нова хвиля міграції росіян у місто. Росіяни здебільшого займали високий соціальний статус — адміністративні посади, більш оплачувана вчительська робота, військова служба.
На 2001 рік російську мову як рідну визнали трохи більше 5 % мешканців міста.

### Вірменська громада
Перша згадка про вірменську колонію у Володимирі міститься у кондаку католикоса Месропа 1364 р. Пізніші згадки — в кондаку католикоса Теодороса ІІ 1383 р. та кондаку католикоса Яковбоса III 1410 р.
Іван Линниченко стверджує, що сліди вірмен у Володимирі відносяться до XIII ст. Однак, це заперечує Ярослав Дашкевич.

## Відомі люди

### Уродженці міста
- Бадера Олександр Миколайович — активіст Євромайдану. Помер 28 січня 2014 року після побиття на вулиці Грушевського в Києві. За суспільним визнанням є в числі «Небесної сотні». Герой України.
- Юзеф Баєк / Bajek Józef (08.03.1902, Володимир — 02.12.1979, Ноттінгем, Велика Британія) — плютоновий Польських повітряних сил у Великій Британії в роки Другої світової війни, тричі кавалер Льотничої медалі.
- Бурлацький Олексій Мендельович (17 вересня 1919 — 22 жовтня 1993) — соліст Горьковського театру опери та балету імені О.Пушкіна, заслужений артист РРФСР.
- Войнаровський Андрій — небіж гетьмана Івана Мазепи.
- Герасимович Йосип Васильович — фахівець в області кіноплаката, учасник Першої виставки кіноплаката в Москві (1925).
- Герасим'юк Олег Вікторович — український футболіст.
- Гнатюк Ірина Святославівна— український мовознавець, фразеолог, лексикограф.
- Данилюк Ед — сучасний письменник-детективіст.
- Карасюк Роман Іванович — український футболіст.
- Косинський Лев Опанасович (1909—1984) — головний диригент Театру музичної комедії (Петрозаводськ), директор Петрозаводського музичного училища, заслужений діяч мистецтв Карельської АРСР.
- Костюк Анатолій Антонович — український художник.
- Жакобо Крайцер (1890-?) — один із очільників єврейської громади Аргентини
- Кегос Клігер (1904, Володимир — 1985, Буенос-Айрес, Аргентина) — аргентинський єврейський поет
- Кримський Агатангел Юхимович — український історик, письменник і перекладач кримськотатарського походження, один з організаторів Академії Наук України (1918).
- Кузьміних Олег Володимирович — командир десантно-штурмового батальйону 95 бригади Збройних Сил України, «кіборг» — захисник Донецького аеродрому, кавалер ордена «За мужність».
- Кунцевич Йосафат — український церковний діяч, архієпископ полоцький Греко-Католицької церкви (з 1618 р.). Канонізований Вселенською церквою у 1867 р.
- Лещик Василь Романович — актор. Заслужений артист УРСР (1986).
- Лерер Міріам — провідна драматична акторка єврейських театрів в Аргентині, антрепренер.
- Матросова Юлія Савеліївна — українська актриса, лауреат Чернігівської обласної премії імені Миихайла Коцюбинського.
- Міндюк Грицько Павлович — підполковник Армії УНР.
- Мороз Віталій Андрійович — український бандурист, громадський діяч, журналіст, голова Всеукраїнської молодіжної організації «Молода Просвіта».
- Нафталі Бен-Єгуда (18.5.1915-6.9.2006) — депутат міської ради та заступник мера м. Рамат-Ган (Ізраїль), директор департаменту цивільної авіації Міністерства транспорту Ізраїля.
- Нікончук Андрій Валерійович (1993—2022) — солдат Збройних сил України, учасник російсько-української війни.
- Пільчевський Олексій Іванович — радянський поет.
- Романенко Олег Петрович — Генерал-лейтенант. Начальник Національної академії оборони України (1997—1999).
- Садирбаєв Фелікс — доктор габітований, професор Університету Даугавпілс
- Стельмах Віктор Анатолійович — український поет, член Національної спілки письменників України.
- Стубелевич Стефан (1762—1814) — вчений в галузі фізики й математики, професор Вільнюського університету, написав перший в Литві підручник з фізики
- д-р Філоненко Людомир Павлович — український музикознавець, педагог-піаніст, доктор філософії.
- Цинкаловський Олександр Миколайович — історик, музеолог, археолог, етнограф, дослідник Волині, вояк Армії УНР.
- Черановський Маркіян Григорович — член Української Центральної Ради.
- Єжи Антчак — відомий польський кінорежисер, фільм якого «Ночі і дні» був номінований на Оскара 1976 року.
- Давид бен Шмуел Га-Леві — один з найвідоміших рабинів Львова.
- Нугер Абрам Петрович — актор, режисер
- Фацинець Артур Миколайович (2002—2022) — солдат Збройних Сил України, учасник російсько-української війни.
- Цугер Макс — американський психіатр.
- Хана-Рахель Вербермахер — хасидська релігійна діячка, перша цадекет (жінка-цадик) в історії хасидизму
- Марек Доманський — польський прозаїк, драматург.
- Алісія Бобровська — польська та американська акторка, Міс Польща (1957)
- Фурман Артем — переможець 4 сезону конкурсу Х-фактор на польському телебаченні
- Богдан Копчинський — польський політик, адвокат, посол на Сейм.
- Мечислав Савчук (1930—2014) — польський правник, професор, викладач Університету Марії Кюрі-Склодовської (Люблін)
- Козицький Сергій Олександрович (20 жовтня 1883 — 10 січня 1941, Остріг) — український композитор, 1922—28 — посол до польського сейму й голова українського парламентського клубу; 1928—30 — член польського сенату.
- Сас-Яворський Єжи (пол. Jerzy Sas Jaworski) (5 січня 1920 — 25 грудня 2008) — кавалер ордена Virtuti Militari.
- Обромпальська Фортуната (1909 — 10 червня 2004) — видатна польська фотографка.
- Адам Майчак (1929—1982) — професор, викладач Медичної академії в Любліні, кавалер ордена Відродження Польщі.
- Станіслав Собоцький — лікар-хірург, доктор медичних наук, заслужений лікар Польщі, публіцист, почесний громадянин міста Ярослав, віце-голова ради міста Ярослава, автор, співавтор та редактор багатьох наукових праць, зокрема «Acta Medica Premislensia».
- Здіслав Квятковський — генерал Народного Війська Польського
- Станіслав Збігнев Подковінський (1924—2003) — кавалер ордена Virtutti Militari
- Єжи Стройновський (1922—1999) — психіатр, філософ, професор Католицького університету у Любліні
- Болеслав Гідзінський (1910—1943) — польський комуністичний діяч
- Ісакова Аїда Петрівна (1940—2012) — композитор.
- Саваровський Володимир Іполітович (1885 — ?) — учасник Першої світової війни у лавах Російської імператорської армії. Поручик. З жовтня 1919 р. — командир парового катера № 5 «Лубни» Середньо-Дніпровської флотилії. Потрапив до більшовицького полону. З 1920 року перебував на особливому обліку в Одеській ЧК.
- Яків Міллер/Yakov Miller (1918-?) — один з організаторів повстання в'язнів у концтаборі Треблінка 2 серпня 1943 р. Проживав в Уругваї.
- Штерн Макс Ісакович (1899 — 9 вересня 1937) — заступник комерційного директора Мосторгу, засуджений воєнною колегією Верховного суду СРСР до розстрілу, реабілітований 1955 р.
- Сикулер Йосип (Yosef Sikoler (Sikuler); 1907, Володимир, Волинська губернія, Російська імперія (нині — Волинська область, Україна) — жовтень 1954, Ізраїль) — єврейський їдишомовний та івритомовний поет.
- Володимир Процюк (21 березня 1912 — 15 лютого 1991) — головний секретар Організації Державного відродження України, голова Українського Патріархального товариства, диктор радіо-години «Голос Мирян».
- Анатолій Баранніков — міністр будівництва Самарської області (РФ)
- Тадеуш-Флорентин Томановський (29 жовтня 1883 — 11 лютого 1970, Пекари-Шльонські, Польща) — кавалер ордену Хрест Заслуги (Польща) та кавалерського Хреста відродження Польщі.
- Петрук Сергій Іванович (14 липня 1959 — 17 лютого 1983) — кавалер Ордену Червоної зірки (СРСР), учасник агресії СРСР проти Афганістану
- Лущакевич Василіса Леонітївна — нагороджена «Медаллю материнства» І ступеня указом президії Верховної ради УРСР 25 серпня 1945 року
- Чуйко Олександра Григорівна — нагороджена орденом «Материнська слава» ІІ ступеня указом президії Верховної ради УРСР 25 серпня 1945 року
- Сборомирський Болеслав Іванович (1887—1937, Орел, Росія) — художник

### Пов'язані з Володимиром

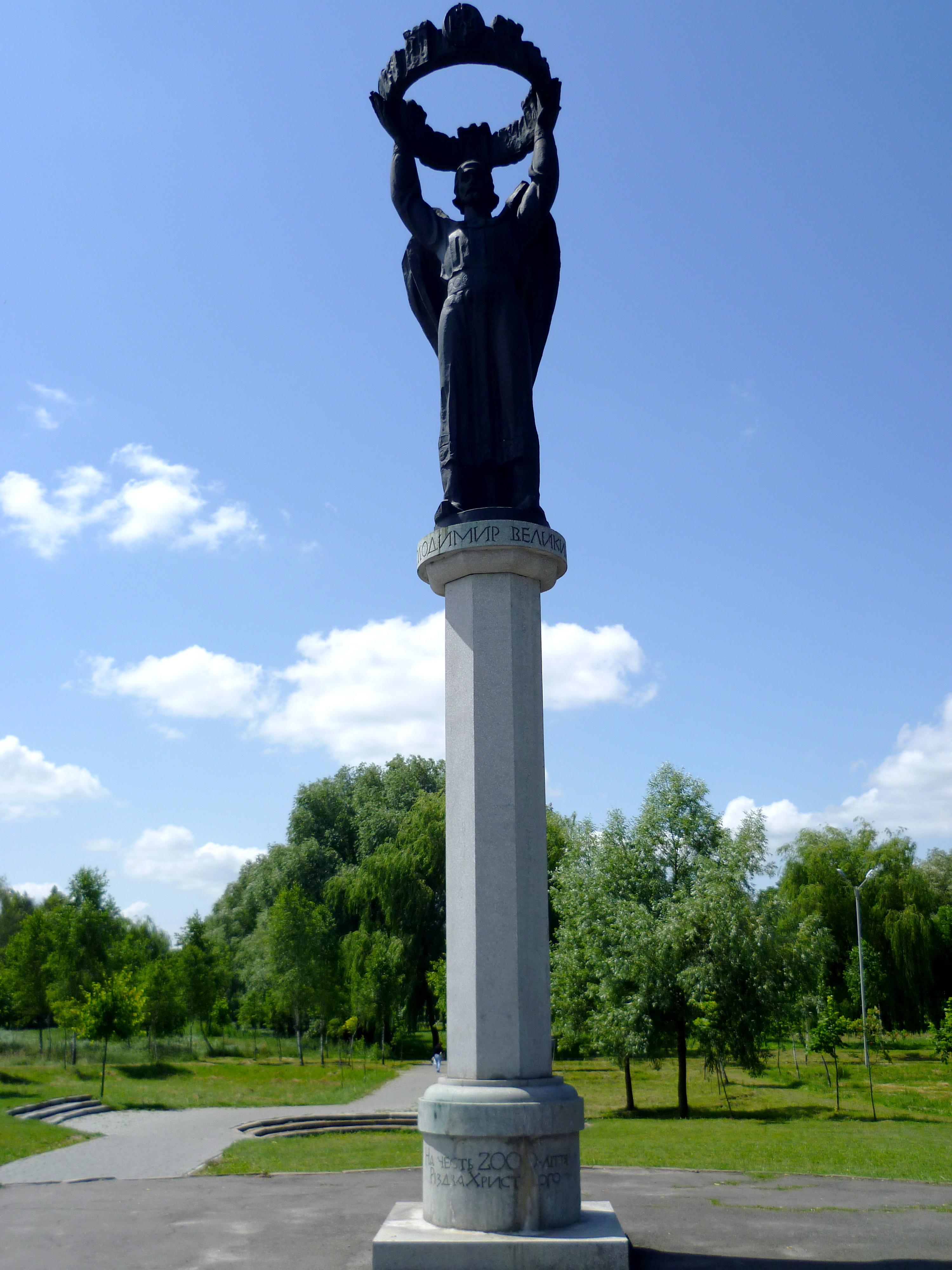
Пам'ятник Володимиру Великому

- Андрощук Володимир Іванович — кінорежисер-документаліст, режисер-постановник 10-серійного історичного фільму «Час збирати каміння».
- Антонович Володимир Боніфатійович — український історик, археолог, етнограф, досліджував місто Володимир, займався вивченням Успенського собору та «Старої Кафедри». Склав археологічну карту Волинської губернії.
- Андрєєвський Климент — протоієрей, настоятель соборної церкви, кавалер ордену св. Володимира 3 і 4 ст. (1900, 1911 рр.)
- Аптекар, Абрам Ашкенази (сер. XVI ст.) — автор книги «םײח םס» («Життєвий еліксир»; Прага, 1590)
- Бойко Анатолій Ігорович — Заслужений майстер народної творчості України.
- Букатевич Микола Петрович — відомий художник на Волині, проживав у Володимирі в 40-80-х роках, автор полотна «Народні месники».
- Ва́йнриб Бернард Дов Зухер (Weinryb, Bernard Dov Sucher; 1900, Туробін, Польща, — 1982, Філадельфія, США) — історик-економіст, соцоолог, у Володимирі жив впродовж 1922—1925 рр., де був активістом руху Ге-Халуц та заснував єврейську школу, професор Дропсі університету, доктор філософії, автор кількох книг.
- Володимир Святославич — великий князь Київський (979–1015), правитель і хреститель Київської Русі.
- Герштанський Дем'ян Йосипович — православний священник, громадський діяч, член Сенату Другої Речі Посполитої.
- Голядинець Володимир Миколайович (1977—2023) — капітан Збройних сил України, учасник російсько-української війни. Герой України (2024, посмертно).
- Добрознай Назар Васильович — капітан Збройних сил України, лицар ордена Данила Галицького.
- Іпатій (Потій) — берестейський каштелян, сенатор Речі Посполитої, предстоятель Унійної церкви.
- Косович Севастьян — відомий священник, настоятель Успенського собору в 20-30-х роках XIX ст., автор перших краєзнавчих розвідок з церковної історії стародавнього Володимира, зокрема праці «Историческое и от части статистическое описание города Владимира, что на Волыни. Рукопись 1838 г.».
- Лев (Слюбич-Заленський) — предстоятель Унійної церкви.
- Мишуга Лука — український історик, державний і громадський діяч, журналіст, редактор, юрист, дійсний член Наукового товариства імені Шевченка.
- Тетеря Павло — український військовий, політичний і державний діяч. Гетьман Війська Запорозького, голова козацької держави на Правобережній Україні (1663—1665).
- Річинський Арсен Васильович — ініціатор українського церковного руху на Волині. Заснував часописи «Наше братство», «Рідна церква» та інші. В 20-30-х роках проживав у місті Володимирі.
- Савельєв Микола Григорович (* 1971) — заслужений працівник освіти України[112].
- Саєвич Микола — український інженер-лісівник, громадський і військовий діяч.
- Теодорович Микола Іванович — історик, краєзнавець, церковний діяч. Народився в місті Гродно в Білорусі, викладав у Волинській духовній семінарії у Кременці. Ініціював розвиток краєзнавчого руху на Волині, автор першого дослідження з церковної історії Володимира.
- Тележинський Михайло Федорович — композитор, хоровий диригент, публіцист, відомий духовий та політичний діяч, жив і працював в 20-30-х роках в місті Володимирі.
- Фелінський Алойзи — польський письменник, драматург, вчений, навчався в Володимирському колегіумі, займався перекладацькою діяльністю.
- Фаддей (Успенський) — російський релігійний діяч в Україні.
- Татарчук Володимир Йосипович — радянський футболіст, чемпіон Олімпійських ігор 1988 року.
- Броніслав Яблонський (1920—1986) — професор, агротехнік, ректор Рільничої академії (Вроцлав), автор 85 наукових праць, у тому числі 4 підручників, шкільну освіту здобув у Володимирі.
- Казімєж Носалевський (1871—1947) — настоятель римо-католицьких парафій у Проскурові, Бару, Кам'янці-Подільському, Володимирі, Здолбунові, Шумську, Почаєві, генеральний вікарій Кам'янецької дієцезії, ректор малих духовних семінарій у Бучачі та Володимирі, депутат Володимирської міської ради, сенатор 5 каденції Сенату Польської республіки (1938—1939), кавалер Хреста Незалежності Польщі та Золотого хреста заслуги.
- Роман Нєдзєльський (1911—1978) — інженер, доцент, ректор Вищої інженерської школи (пізніше — Політехніки) у Ряшеві, кавалер Золотого хреста заслуги, Ордену відродження Польщі, викладав у Гімназії Механічній Польської мацєжи шкільної у Володимирі.
- Миколай Хольц — священомученик Польської автокефальної православної церкви
- Пйотр Маньковський — біскуп кам'янецький, архібіскуп енейський.
- Зигмунд Зелінський (1925) — генерал, дипломат, доктор наук військових.
- Ян Чарнецький (1919—1979) — генерал Війська Польського
- Тадейш Бурштинович (1920—985) — польський режисер, директор Варшавської Опери
- Стефан Ключицький (1881—1940) — кавалер ордену Virtuti Militari
- Владислав Марецький (1911—1999) — кавалер ордену Virtuti Militari
- Рудьковський Сергій (1873—1944) — караїмський поет, публіцист, журналіст, працював у Володимирі секретарем суду
- Вестерхайде Вільгельм (17 березня 1908, Білефельд, земля Північний Рейн-Вестфалія, Німеччина — ?) — володимирський гебіткомісар (1941—1943), підозрювався в організації вбивства понад 9 тисяч євреїв Володимира.
- Отто Еріх Вьольмле (Völmle, Otto Erich) (08.02.1910, Гаймсгайм, Німеччина — 17.01.1983, Гаймсгайм, Німеччина) — гауптштурмфюрер СС, начальник відділення поліції безпеки та служби безпеки у Володимирі в роки Другої світової війни, причетний до знищення єврейського гетта у Володимирі.
- Дудек Мирослав (26 жовтня 1908, Карвіна, Чехія — 1985, Польща) — праведник народів світу, лікар, керівник польового шпиталю у Варшаві під час Варшавського повстання 1944 р.
- Озеров Антон Хрисанфович (30 січня 1912, Самбір — 1976, Київ) — професор, доктор медичних наук.
- Фейнер Францішек Кароль (4 жовтня 1897, Ходачків Великий, Тернопільський повіт — 1940) — випускник гімназії в Тернополі (1917). У 1939 р. був мобілізований до 50 полку піхоти польської армії. Учитель у Володимирі. Заарештований радянською владою, розстріляний як польський офіцер, похований у П'ятихатках (Харків).
- Онуфрейчук Володимир — посол 5 каденції Сейму Польської республіки (1938—1939).
- Олександр, архимандрит, настоятель Христоріздвяного монастиря, кавалер Ордену св. Володимира (1886 р.)
- Табінський Петро Васильович — український церковно-освітній діяч.
- Григорій (Боришкевич) — єпископ РПЦЗ, архієпископ Чикагсько-Детройський та Середнього Заходу
- Едвард Дембіцький — поет, акордеоніст, автор пісень, сценаріїв та музики до фільмів, у роки Другої світової війни у складі ромського табору працював у володимирському гетто, написав книгу спогадів «Птах померлих»
- Василь Ляшук (1884, Старгород, Сокальський повіт — 20 травня 1929, Старгород, Сокальський повіт)- старшина УГА, у 1928 р. заснував у Володимирі споживчу крамницю «Селянська Торговля»
- Левицький Данило (1816 — 22 грудня 1888, Володимир) — краєзнавець, священник, автор «Извлечения из документов, относящихся ко времени епископов владимиро-волынских Иоанна Борзобогатого-Красенского и Феодосия Ласовского, 1563—1565 гг.» (Церковные ведомости, издаваемые при Святейшем Правительствующем Синоде. 1889. № 6,С. 152—153.)
- Шарко Олена Касянівна — режисерка народного аматорського театру «Відродження» імені Богдана Берези Володимир-Волинського районного будинку культури, заслужений працівник культури України[113].
- Андрій Гладисевич (Andrzej Gładysiewicz) (1914, Посада Гірна — 1983, Полонне) — пробош костелу Йоакима та Анни у 1940 (травень-вересень), адміністратор парафії Серця Ісуса (1940—1945), визнаний радянською владою «зрадником народу»
- Шуровський Вікентій Леонардович — кавалер Хреста Хоробрих (Польща)

### Почесні громадяни міста
Станом на 2020 рік званням «Почесний громадянин Володимира» відзначені 27 осіб (докладніше див. Почесні громадяни Володимира).

### Старости (намісники)
- Михайло — воєвода володимирський (1353)[115]
- Нинота — радомський каштелян, свідок у надавчій грамоті 1362 року короля Казімежа III для шляхтича Ґжеґожа Тимстича на 4 села Львівського повіту[116]
- Костюшко (1442)
- князь Михайло Константинович Буремський (1446–1451)[117]
- Пашко Дахнович (1451–1452)
- князь Олександр Санґушкович (1460–1461)
- Олизар Шилович (Кирдейович) (1461–1484)
- Іван Юрша (1486–1489)
- Станько Івашкович (1493)
- Войтех Янович Кучукович (1494–1495)
- Василь Богданович Хребтович (1495–1501)
- князь Юрій Іванович Четвертинський (1502)
- Федір Янушевич (1503–1505)
- князь Василь Андрійович Полубенський (1506–1507)
- Федір Янушевич (1507–1508)
- князь Андрій Олександрович Санґушко (1508–1531)
- князь Федір Андрійович Санґушко (1531–1548)
- Петро Кишка — маршалок земський волинський (1548–1550)[118][119]
- князь Василь Констянтинович Острозький (1551–1577)
- князь Констянтин Констянтинович Острозький (1579–1588)
- князь Василь Констянтинович Острозький (1588–1604)
- князь Януш Констянтинович Острозький (1604–1620)
- Станіслав Журавський (1620–1624)
- князь Адам Олександрович Санґушко (1624–1626)
- Роман Гаврилович Гойський (1626–1635)
- князь Юрій Янушович Заславський (1635–1636)
- Ґабріель Стемпковський (1636–1643)
- Даніель-Стефан Стемпковський (1643–1668)
- Стефан Загоровський (1668–1684)
- Мартин Стефанович Загоровський (1684–1694)[120]
- Войтех-Станіслав Чацький, зять Стефана Загоровського (1694–1699)
- Міхал Геронім Чацький, син Войтеха Чацького (1713)
- Владислав Крижковський (1699–1719)
- Адам Ледуховський (1719–1746)
- Франциск-Антоній Ледуховський (1746–1775)
- Миколай Ледуховський (1775–1794)

### Бурмістри
Гаврило Васютич (станом на 1646 рік)

### Президенти
- Францішек Боруцький (лютий 1807 — 16 лютого 1810)
- Вавжинець Дембіцький (16 лютого 1810 — 2 лютого 1813)
- Федір Січинський (2 лютого 1813—1816?)

### Поліцмейстри та Городничі (1840-ві-1862)
- Масловський Петро Якимович (станом на 1843—1844 р.)
- Аргіров Федір Дмитрович (1845)
- Гінглят Леонтій Мартинович (1846—1847)
- Лазаренко Михайло Миколайович (станом на 1848—1850 р.)
- Морозов, підполковник (до 1851 р. служив у Якутському полку) (1852-?)[121]
- Турович (станом на 1858 р.)

### Міські голови
- Архімович Фома Павлович (станом на 1879—1880)
- Кржимовський Лев Флоріанович (станом на 1885—1892)
- Баклашов Михайло Григорович (відставний штабс-капітан) (1893—1903)
- Зубович Іван Казимирович (станом на 1904—1914)
- Мартинець Гнат (1915-17)[122][123]
- Мишуга Лука Теодорович (? — 22 листопада 1918 р.)[124]
- Євген Черановський (22 листопада 1918 — 8 лютого 1919)[124]
- Ціхоцький[124]
- Францішек Тверд (не пізніше липня 1919 — ?)[124]
- Piotr Bołądz[125]
- Журовський[126]
- Адам Осташевський (1922-?)[127]
- Fottyn (?-1924-?) — виконуючий обов'язки[128]
- Равський Юзеф (?-1926[129])
- Helton[129] або Helltoff (?-1927-?)[130]
- Ткачик Володимир/Болеслав
- Жураковський Станіслав (1928—1931)
- Стемповський Губерт (?-1933) — Стемповський Губерт (30 серпня 1897, Подільська губернія — 5 жовтня 1962, Скурніце, гміна Фальков, Конецький повіт, Свєнтокшицьке воєводство, Польща) — бурмістр м. Володимира, староста Володимирського повіту (1933—1936), староста Любомльського повіту, віце-президент та президент м. Луцька. Син Станіслава Стемповського — міністра земельних справ та внутрішніх справ УНР. За освітою — агроном, після Другої світової війни працював у с. Фальков (нині — Конецький повіт, Свєнтокшицьке воєводство). Похований на кладовищі Старі Повонзки у Варшаві.
- Сухоржевський Леон (1933-?)
- Емануель Рибіцький (не пізніше 18 травня 1937—1939)[131] — народився 29 червня 1891 року, до призначення на посаду бурмістра був війтом у гміні Микуличі, кавалер ордену Virtuti Militari
- Овчаренко (1939) — голова тимчасового правління
- Кривін Едуард Олексанрович (станом на січень 1940)
- Степан Черниш (станом на листопад 1942-червень 1943; голова міської управи)
- Бондаренко Микола Ісидорович (21.08.1944 — 15.02.1945)
- Нечаєв Володимир Миколайович (16 лютого 1945 — 15 березня 1946)
- Кандауров Василь Семенович (16 березня 1946 — 31 січня 1947)
- Рижановський Сергій Михайлович (лютий 1947 — грудень 1948)
- Починок П. К. (в.о., січень 1949 — 15 березня 1949)
- Соколов Кузьма Максимович (16 березня 1949 — грудень 1950)
- Сайчук Трифон Семенович (січень 1951 — 15 березня 1955)
- Кувшинов Іван Миколайович (16 березня 1955 — 15 березня 1961)
- Сафонов І. П. (16 березня 1961 — 31 січня 1965)
- Шеменов А. Я. (лютий 1965 — 31 грудня 1965)
- Черновський Д. М. (січень 1966 — 15 березня 1969)
- Горбаченко Борис Мусійович (16 березня 1969 — ?)
- Зай А. С. (? — серпень 1974)
- Мовчан В. Г. (лютий 1971 — липень 1973)
- Скромний Віктор Петрович (серпень 1974 — серпень 1978)
- Горбаченко Борис Мусійович (вересень 1978 — листопад 1980)
- Лапташук Євгеній Костянтинович (грудень 1980 — жовтень 1983)
- Потурай Сергій Омелянович (листопад 1983 — листопад 1988)
- Саганюк Петро Данилович (грудень 1988 — квітень 1992)
- Гнатюк Микола Антонович (травень 1992 — червень 1994)
- Мамедов Павло Григорович (липень 1994 — березень 1998)
- Саганюк Петро Данилович (березень 1998 — 30 листопада 2020)
- Пальонка Ігор Анатолійович (з 30 листопада 2020 року)

## Володимир у мистецтві
- Сергєєв-Ценський Сергій Миколайович «Горячее лето» (11-й роман із циклу «Преображение России») — кількаразове згадування міста.
- Петров Василь Степанович «Прошлое с нами» — частина дії цього воєнного роману-хроніки відбувається у Володимир-Волинському укріпрайоні.
- Данилюк Ед «Трезуб-империал» — дія цього ретро-детективу розгортається у Володимирі. Місто також згадується в іншому історичному детективі автора — «Пожар Саниры».

## Міста-побратими
- Бахмут, Україна[132]
- Грубешів, Польща
- Кентшин, Польща
- Ленчиця, Польща
- Мальборк, Польща
- Нерсборо, Велика Британія[133]
- Покров, Україна[134]
- Расейняй, Литва
- Цвікау, Німеччина